# Amiga

Frühes Logo für den Amiga (1985)

Der Commodore Amiga (spanisch amiga ‚Freundin‘) war von Mitte der 1980er bis Anfang/Mitte der 1990er eine weit verbreitete Reihe von Computern. Insbesondere die Einsteigermodelle (A500 und A1200) waren als Heimcomputer beliebt. Für ihre Zeit hatten Amiga-Computer ausgeprägte Multimediafähigkeiten und ein leistungsfähiges, präemptives Multitasking-Betriebssystem. In der Commodore-Zeit arbeiteten sie durchgängig mit Prozessoren der Motorola-68000er-Familie. Bis 1996 wurden schätzungsweise 4,91 Millionen Exemplare verkauft.

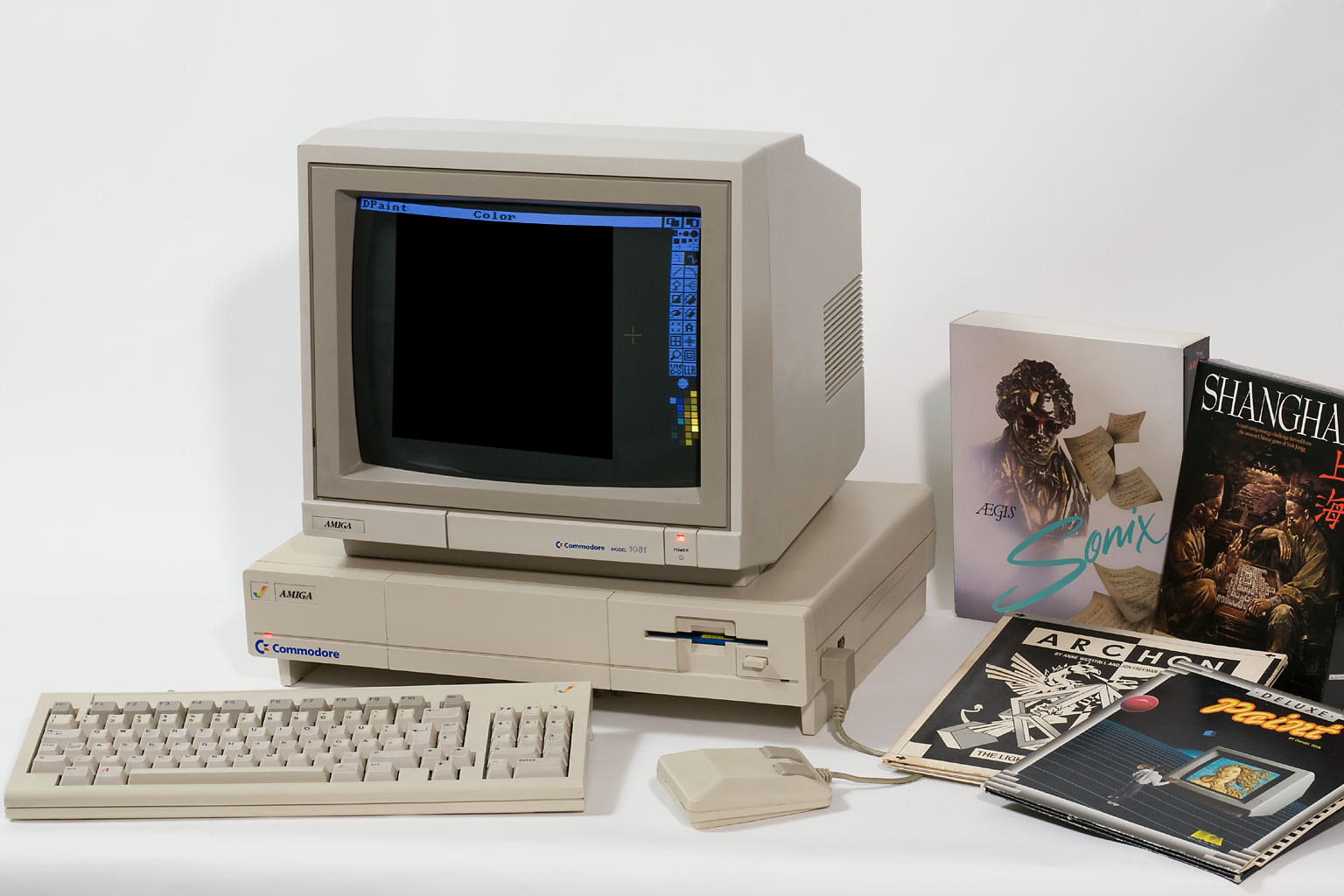
Die erste Amiga-Version: Amiga 1000 mit typischer Software

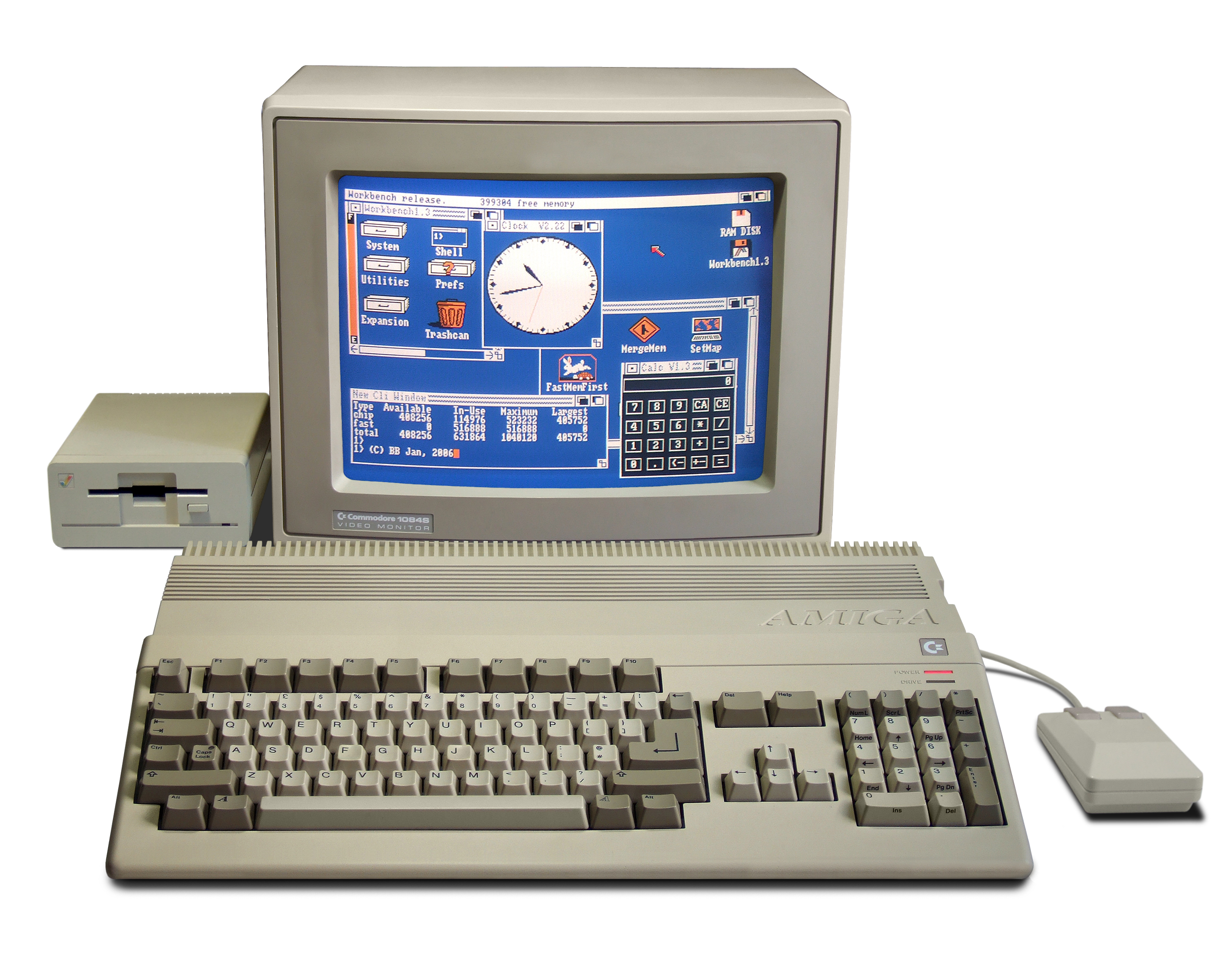
Amiga 500 mit RGB-Monitor 1084S, Maus und einem externen, zweiten Diskettenlaufwerk A1010. Auf dem Bildschirm ist die Workbench v1.3 zu sehen.

## Geschichte
Jay Miner war der Schöpfer und geistige Vater des Amiga. Er stieg 1981 bei Atari aus, dort war er u. a. für die Entwicklung der Spielkonsole Atari 2600 und der Heimcomputer Atari 400 und 800 zuständig gewesen. Danach gründete er das Unternehmen Hi Toro, das etwas später zur Amiga Corporation wurde. Anfangs lieferte Amiga Spielmodule und Controller für die Atari-2600-Konsole, etwas später wurde eine eigene Amiga-Spielkonsole geplant. Aus der Spielkonsole wurde in den Köpfen der Entwickler ein Computer.
Atari – damals im Besitz von Warner Communications und unter der Führung von Ray Kassar – war per Vereinbarung vom Juli 1983 Geldgeber und wollte den Amiga als Nachfolger der mittlerweile veralteten XL-Computer-Serie auf den Markt bringen. Mit dem Börsenskandal vom Dezember 1982 im Nacken musste Kassar noch im Juli 1983 zurücktreten. Der neue CEO Morgan verfolgte weiter das Ziel, das Projekt Lorraine, wie der Amiga intern genannt wurde, als Nachfolger des XL zur Marktreife zu bringen.
Am 2. Juli 1984 verkaufte Warner Communications die Konsolen- und Computerabteilung von Atari an Jack Tramiel, den zu diesem Zeitpunkt bereits entlassenen Gründer von Commodore. Tramiel versuchte Amiga endgültig zu kaufen und bot den Aktionären 0,98 $ pro Aktie. Commodore (unter Irving Gould) bot kurz vor Ende der 24-Stunden-Frist letztendlich 4,25 US-Dollar pro Aktie und bekam den Zuschlag, wonach Commodore die Entwicklungsrichtung des Amiga immer stärker beeinflusste – nach Ansicht von Kritikern nicht immer im Geiste der Erfinder oder zum Vorteil des Amiga. Commodore überhob sich an dieser Übernahme und der folgenden Produkteinführung beinahe und geriet in eine ernste finanzielle Krise.
Das erste Amiga-Modell – später Amiga 1000 genannt – wurde am 23. Juli 1985 in New York im Rahmen einer großen Show vorgestellt, bei der der Pop-Art-Künstler Andy Warhol ein eben erstelltes Abbild der Sängerin der Band Blondie, Deborah Harry, am Amiga neu einfärbte, während die Zuschauer live dabei waren. In Deutschland fand eine ähnliche Veranstaltung am 21. Mai 1986 in der Alten Oper in Frankfurt am Main statt, die von Frank Elstner moderiert wurde. Die Entwickler demonstrierten des Weiteren die besonderen Eigenschaften, die den Amiga von den zeitgenössischen Konkurrenten IBM PC, Macintosh und Atari ST abhoben:
- Vierkanal-Sample-Sound (im Gegensatz zu IBM PC, Macintosh, Atari)
- Hardwareunterstützung für Grafik-Animation durch den Blitter
- farbige grafische Oberfläche (im Gegensatz zum Macintosh)
- präemptives Multitasking und 32-Bit-Hard- und -Softwarestruktur (im Gegensatz zu Atari, Macintosh, IBM PC)

Nach Ansicht des ehemaligen Amiga-Entwicklers Dave Haynie war der Amiga der bedeutendste Einfluss von Commodore auf die Entwicklung der Personal Computer. Der Amiga führte demnach in den 1980er Jahren folgende Innovationen im Bereich der Homecomputer ein:
- Multitasking, wies damit den Weg zum heutigen Multiprocessing
- eine Grafikausgabe, die Fotos in geringer Farbtiefe darstellen konnte
- Tonwiedergabe über Stereosamples
- Wirkungsvolle Entlastung der CPU durch intensive Nutzung anderer Chips per Speicherdirektzugriff (DMA) und nahtlose Integration in das Betriebssystem (zwar besaß bereits der erste PC auch einen DMA-Controller, jedoch wurde er nicht so effizient eingesetzt)
- automatische Konfiguration von Erweiterungskarten (AutoConfig des Zorro-Busses)

Als ein Kaufargument wurde die potenzielle IBM-PC-Kompatibilität herausgestellt, zunächst in Form einer Software-Emulation namens Transformer, später dann per A1060 Sidecar. Das Sidecar ermöglichte mithilfe seiner eigens dafür vorgesehenen Intel-8088-CPU den Betrieb von MS-DOS parallel zum Amiga-Betriebssystem. Entwickelt wurde das Sidecar von Commodores Entwicklungsabteilung in Braunschweig.
Ein besonderes Merkmal des Amiga 1000 war seine sogenannte Keyboard-Garage: Die Tastatur war etwas schmaler ausgelegt, konnte dadurch unter das Rechnergehäuse geschoben werden, welches dafür extra etwas hochbeinig gestaltet war. Bei späteren Modellen wurde darauf wieder verzichtet, vor allem damit man eine Tastatur mit (näherungsweise) standardmäßiger Belegung einsetzen konnte.

### Modellentwicklung

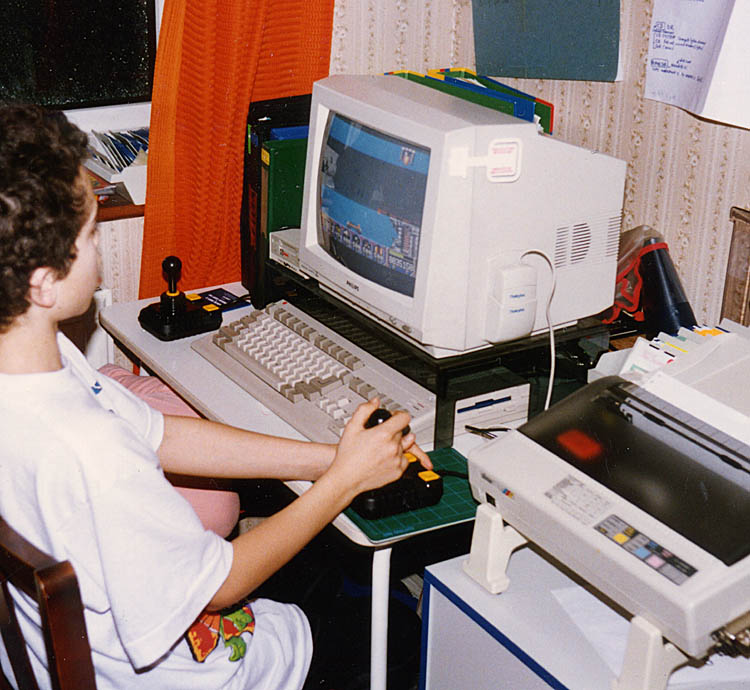
Amiga 500 und ein junger Computerspieler mit dem Spiel Turrican.

Während der A1000 noch eine teure und vom Anwendungsgebiet her unklare (und damit schwer verkäufliche) Mischung aus Heim- und Berufsgerät war, wurden 1987 die Modelle Amiga 500 und Amiga 2000 eingeführt. Ersterer sollte eine Art Nachfolger des legendären Heimcomputers C64 werden, letzterer glich den professionellen PCs. Der Amiga 500 wurde der nach verkauften Einheiten erfolgreichste Amiga und galt in der sich schnell entwickelnden Szene als Kult und Computer für Millionen.
Ab A2000 und A500 boten die Amiga-Modelle dem IBM-PC-Standard entsprechende parallele und serielle Schnittstellen an; beim A1000 hingegen waren die Pinbelegung sowie das Geschlecht der jeweiligen Buchse anders.
Für professionelle Anwender wurde 1988 ein Rechner namens Amiga 2500/UX angeboten, auf dem parallel ein UNIX-Betriebssystem (AMIX) verfügbar war. Technisch gesehen waren die Amiga-2500-Modelle mit dem normalen Amiga 2000 nahezu identisch. Wie schon beim Amiga 2000 konnten sie durch den Einbau eines zusätzlichen Prozessorboards (mit einer 68020-, 68030-, 68040- bzw. 68060-CPU) deutlich beschleunigt werden.
Als Bindeglied zwischen Amiga und der IBM-PC-Welt besaß der Amiga 2000 und alle weiteren Desktop bzw. Tower Amigas sowohl die Amiga-eigenen Zorro-2-Slots als auch IBM-PC-typische ISA-Steckplätze. Diese konnten mit einem bridge board (Brückenkarte bzw. PC-Emulator, dem Nachfolger des Sidecar) aktiviert werden. Damit besaß man dann einen vollwertigen IBM-PC im Amiga, auf den man von Amiga-Seite aus zugreifen konnte.
1990 wurde Amiga 3000 in einer Desktop- und Tower-Variante (Amiga 3000T) vorgestellt. Er brachte den neuen Grafikchipsatz ECS mit. Dadurch konnten höhere Monitorauflösungen dargestellt werden. Das erstmals mit dem A3000 ausgelieferte Betriebssystem AmigaOS 2.0 wies zahlreiche Neuerungen und Optimierungen auf. Der Amiga 3000 wurde – nicht zuletzt dank des fortschrittlichen Betriebssystems – ein Erfolg. Er ist heute vergleichsweise selten, und Liebhaber zahlen dafür deutlich höhere Preise als beispielsweise für seinen Nachfolger, den Amiga 4000. Auch vom A3000 gab es eine A3000/UX-Version, die mit AMIX statt AmigaOS ausgeliefert wurde.
Mit dem Amiga 500 Plus wurde 1991 für den Amiga 500 ein technisch überarbeiteter Nachfolger geschaffen (ECS, AmigaOS 2), der wiederum 1992 durch den veränderten Amiga 600 (IDE Anschluss, kleineres Gehäuse) ersetzt wurde. Beide Folgemodelle waren kommerziell erfolglos, auch da nach wie vor die originären Amiga-500-Modelle günstiger angeboten wurden.
Mehr Erfolg hatte der ebenfalls 1992 eingeführte, technisch stark verbesserte Amiga 1200, der die Amiga-Familie erweiterte. Der Amiga 1200 wurde als kostengünstige Variante seines großen Bruders, des Amiga 4000 (sowie Tower-Variante Amiga 4000T) eingeführt. Dieser kam als Nachfolger des Amiga 3000 auf den Markt. Die große Neuerung des Amiga 4000 war der neue Grafikchipsatz AGA (in Deutschland AA genannt), der einen deutlichen Fortschritt gegenüber dem ECS Chipsatz des Vorgängermodells bedeutete.
Der Amiga 4000T (im Tower-Gehäuse) erschien 1993 und war das letzte Modell, das Commodore vor der Liquidierung auf den Markt bringen konnte. Lediglich 200 Exemplare sollen damals ausgeliefert worden sein. Amiga Technologies legte den Amiga 4000T später nahezu unverändert neu auf.
Die wesentliche Gemeinsamkeit zwischen Amiga 1200 und Amiga 4000 besteht in der Verwendung der gleichen Kickstart-Version, der gleichen Workbench und des AGA-Grafikchipsatzes (in Deutschland „AA“, s. u.). Ansonsten ist der Amiga 4000 dem A1200 technisch überlegen, weil er über einen 32 Bit breiten Adressbus verfügte (im Gegensatz zu den 24 Bit des Amiga 1200), durch die ZorroIII-Steckplätze erweiterungsfähig war und den leistungsfähigeren Prozessor MC68040, in preiswerteren Versionen einen MC68EC030, verwendete.

Logo des Amiga CD³²

Commodore versuchte bereits Anfang der 1990er Jahre, mit dem CDTV (einem Amiga im Design eines CD-Spielers mit der vereinigten Funktionalität beider) den Amiga als Multimedia-Plattform zu positionieren und in die Wohnzimmer zu bringen. Zu dieser Zeit entstand das Autorensystem AmigaVision. Kurz vor dem Niedergang Commodores folgte 1993 dann das CD³², dem trotz aufwendiger Fernsehwerbung der große Durchbruch versagt blieb, weil Commodore nicht die georderten Mengen produzieren und ausliefern konnte. Das CD³² basiert auf der Amiga-1200-Hardware, die um ein CD-ROM-Laufwerk sowie einen Customchip (Akiko) erweitert worden war. Tastatur, Floppy und Festplatte ließen sich optional nachrüsten.

### Erweiterungen

Letztes offizielles Logo

Die Modelle Amiga 500/600/1200 waren die kostengünstigen Varianten der großen Amiga-Desktop-Modelle (Amiga 2000/4000). Tastatur, Floppy (Diskettenlaufwerk), Erweiterungsschnittstellen und die Hauptplatine bilden eine Einheit. Beim A600 und A1200 ist unter anderem noch Platz für eine 2,5″-ATA-Festplatte. Im A1200 lässt sich mit ein wenig technischem Geschick und einem passenden Adapterkabel eine 3,5″-Festplatte einbauen. Zudem gab und gibt es für den Amiga 500 sogenannte Turbokarten, diese enthielten einen 32-Bit-Prozessor, wie 68020, 68030, 68040, und teilweise eine FPU. Da keine internen Steckplätze für solche Karten vorhanden waren, wurde der Prozessor entfernt und an dessen Stelle die Erweiterungskarte gesteckt. Eine einfache Möglichkeit, den A500/A2000 etwas schneller zu machen, war der Austausch der CPU 68000 gegen einen 68010-Chip. Dieser ist pinkompatibel zum 68000, benötigt aber für einige Befehle weniger Taktzyklen und hat einen 6-Byte-Befehls-Cache. Eine zweite Möglichkeit der Aufrüstung für den A500 ergab sich durch den Expansionsport am linken Gehäuserand, hier boten Firmen wie GVP Erweiterungen für Festplattencontroller oder mit 68030-CPU in einem ansteckbaren Gehäuse an.
Die Modelle Amiga 2000/3000/4000 sind erweiterbare Systeme, in denen zusätzliche Laufwerke und Erweiterungskarten integriert werden können. Die Modelle 3000 und 4000 wurden auch als Tower-Versionen angeboten und waren im oberen Preissegment angesiedelt – vergleichbar mit heutigen High-End-Rechnern.
Die Amiga 3000/4000 wurden mit verschiedenen Prozessoren angeboten. Die Palette reicht vom 68020 bis hin zum 68040. Es gab sogar eine Sonderanfertigung des Amiga 4000 mit einem 68060-Prozessor, die durch die Insolvenz von Amiga Technologies nur kurzzeitig in den USA ausgeliefert wurde. Dieses Modell war allerdings nur ein gewöhnlicher Amiga 4000T, der durch eine QuikPak 4060 erweitert worden war.
Zum Anschluss von Festplatten verfügen A2500, 3000(T) und A4000T über eine interne SCSI-Schnittstelle, Amiga 600, 1200 und 4000 besitzen dagegen einen ATA-Controller. Für die restlichen Modelle waren Festplattencontroller als Erweiterung erhältlich – am populärsten war SCSI, in der Anfangszeit wurde teilweise die ST506-Schnittstelle verwendet. Ein Grund für den Einsatz des teuren SCSI-Standards ist die geringe Belastung des Prozessors bei den Ladevorgängen.
Für praktisch alle Amiga-Modelle gab es in Form sogenannter Turbokarten Steckkarten mit schnelleren oder ganz abweichenden Prozessorvarianten. Dazu wurde bei den frühen Geräten der 68000-Chip entfernt und durch eine Prozessorkarte ersetzt. Diese enthielt dann entweder einen 68020- oder einen 68030-Prozessor und oft auch entsprechendes RAM (32 Bit Datenbusbreite). Spätere Modelle hatten einen dafür vorbereiteten CPU-Slot. Zuletzt wurden Varianten angeboten, die PowerPC-Prozessoren enthielten.
Für den Erweiterungsport des Amiga 500/500+ brachte Commodore das externe CD-ROM-Laufwerk A570 heraus. Im Grunde handelte es sich dabei um die zusätzliche Komponente, die das Commodore CDTV vom Amiga 500 unterschied. So konnte das A570 die speziellen CDTV-Datenträger wiedergeben und bot dieselbe CD-Player-Oberfläche. Mangels einer direkten Anbindung an den Soundprozessor des Amiga 500 besaß das A570 eigene Audioausgänge. Bei dem CD-Laufwerk handelte es sich um ein Single-Speed-Gerät. Zusätzlich bot das A570 den vom CDTV bekannten SCSI-Steckplatz sowie einen Steckplatz für Speichererweiterungen bis 2 MB.
Für die ersten Amiga-Modelle mit Original Chip Set (s. u.) wurde speziell der Monitor A2024 herausgebracht, der die professionelle Anwendung der Rechner im Büro ermöglichen sollte. Dazu stellte er mit erheblichem Hardwareaufwand eine wesentlich höhere Bildauflösung zur Verfügung – auf Kosten von Farbanzahl und Darstellungsgeschwindigkeit.

### Die persönliche Note
Besonders in den frühen Amiga-Produkten verewigten sich die Entwickler mehr oder weniger offen außerhalb des offiziellen Rahmens. Bekannt war die sogenannte Guru Meditation. Diese bezeichnet den Zustand eines durch das Amiga-Betriebssystem abgefangenen schweren Programmfehlers. Sie ist vergleichbar mit dem Blue Screen Of Death der auf Windows NT basierenden Systeme oder mit der Bomben-Fehleranzeige des Atari ST. Zusätzlich zu diesem konnte man mittels eines Rechtsklicks der Maus einen internen Debugger aufrufen und den Amiga-Speicher über einen weiteren Computer, der an der seriellen Schnittstelle angeschlossen wurde, durchsehen und so genau feststellen, was den Fehler verursacht hatte. Auch wenn diese Fehlermeldung später durch ein nüchternes „Software Failure“ ersetzt wurde, hielt sich die Bezeichnung umgangssprachlich. Daneben gibt es auch mittels diverser Aktionen abrufbare Easter Eggs und nur mit einem Speichermonitor finden sich eine Reihe versteckter Botschaften im Betriebssystem-ROM.
Wichtige Bauteile bekamen eigene Namen: Zorro, Big/Fat Agnus, Denise und Paula sind einige davon. Die Innenseite des Amiga-1000-Deckels zieren in den Kunststoff gegossene Unterschriften der Entwickler sowie ein Pfotenabdruck des Hundes Mitchy von Jay Miner. Ebenso findet sich auf der Platine des Amiga 500 der Schriftzug „B52/ROCK LOBSTER“ eingeätzt, was eine Hommage an einen Song der Band The B-52s darstellt.
Auch bei der Betriebssystemsoftware zeigten die Entwickler Humor. Bearbeitete man mit dem Programm Diskdoctor eine Diskette und konnten nur Teile wiederhergestellt werden, so bekam diese Diskette den Namen Lazarus.
Gerade diese persönliche Note wurde von manchen Benutzern als Kaufargument gegenüber den sterilen IBM-PCs angeführt.

### Musik und Kunst
Sehr bekannt wurden Musiker, die mit dem Amiga Musik machten (siehe auch Chiptune):
- Chris Hülsbeck
- Jesper Kyd
- Hardy Hard
- Patric Catani
- Sven Väth, Luca Anzilotti und Michael Münzing alias 16-Bit

sowie Künstler, die den Amiga für Computergrafik, Videoinstallationen und Pop Art nutzten:
- Station Rose
- Andy Warhol: Er trat zusammen mit Debbie Harry im Jahr 1985 auf der Pressekonferenz zur Einführung des Computers Commodore Amiga auf, mit dem er ein soeben erstelltes Foto von Harry grafisch so bearbeitete, dass es wie eines seiner Siebdruckbilder aussah.[6]

Außerdem kam der Amiga als Requisite in Spielfilmen und Serien der 1980er Jahre zum Einsatz. Zum Beispiel sind in einigen Folgen von Miami Vice sowohl ein Amiga 1000 (ab der vierten Staffel durch einen Amiga 2000 ersetzt) als auch Bildschirmaufnahmen von der CLI-Oberfläche zu sehen. Ebenso wurde er in einigen Folgen der deutschsprachigen Version der Sesamstraße eingesetzt.
Beim ersten Spielfilm der Jurassic-Park-Reihe wurden mit Amigas die schnellen Vorentwürfe für Dinosaurieranimationen erstellt, bevor diese mit größeren Workstations endgültig gerendert wurden.
Die Computeranimationen der Serien seaQuest DSV und Babylon 5 wurden auf Amiga-Systemen erstellt und gerendert.

## Ausstattung

### Hardware

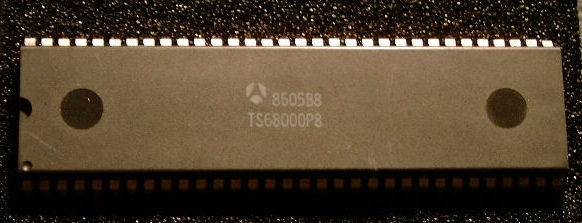
Motorola-MC68000-CPU

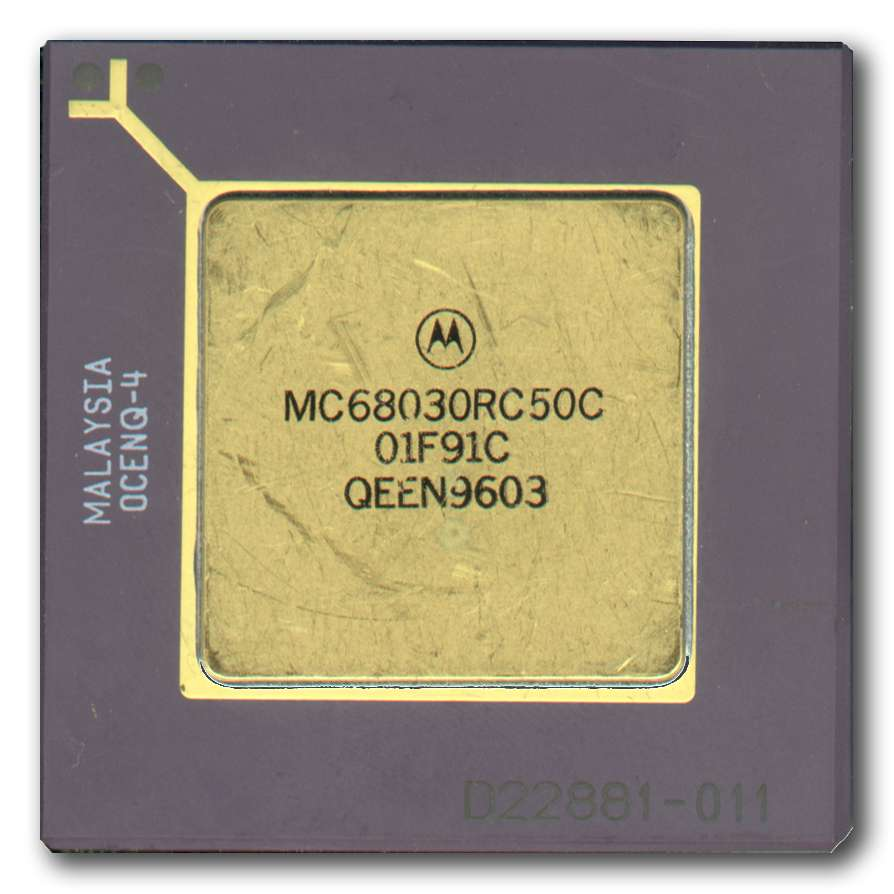
Motorola-68030-Mikroprozessor

#### Prozessor
Zu Zeiten von Commodore wurden durchweg Prozessoren der Motorola-68000-Familie verwendet. Es begann mit dem 68000, der als 16/32-Bit-System angesehen werden kann. Später kamen die weiterentwickelten Mitglieder der Familie wie 68020, 68030, 68040 und 68060 zum Einsatz, die den Amiga zum 32-Bit-System machten.
Parallel dazu wurden – zunächst auf Prozessor-Steckkarten, in der Nach-Commodore-Ära auch als Hauptprozessor – CPUs aus der PowerPC-Familie (PPC) eingesetzt.

Amiga-Hardwarestruktur mit dem speziellen Chipsatz

#### Chipsatz
Wichtigstes Kennzeichen der klassischen Amiga-Hardware sind die spezialisierten Custom-Chips. Diese stellen eigenständige Co-Prozessoren dar, die den Hauptprozessor bei Grafikoperationen, Interruptverwaltung, Sounderzeugung und diversen Ein-/Ausgabeoperationen entlasten, wofür insgesamt 25 DMA-Kanäle zur Verfügung stehen. Dieser Custom-Chipsatz begründete die seinerzeit im Vergleich zu anderen konkurrierenden Systemen als sehr fortschrittlich angesehenen Grafik- und Soundeigenschaften des Amiga.
Der Chipsatz setzt sich aus den folgenden Custom-Chips zusammen:
- Paula – zuständig für Sound und Interruptkontrolle; enthält Teile des Diskettenkontrollers. Die Soundausgabe erfolgt über vier 8-Bit-PCM-Monokanäle (zwei Kanäle pro Stereokanal).
- Denise (OCS/ECS) bzw. Lisa (AGA) – zuständig für die Grafikausgabe. Enthält die Sprite-Logik, Farbregister und die Bitmapgrafik-Logik.
- Agnus (OCS/ECS) bzw. Alice (AGA) – das Kontrollzentrum des Amiga-Chipsatzes. Kontrolliert insgesamt 25 DMA-Kanäle, ist zuständig für das gesamte System-Timing und enthält einen Blitter (zum schnellen Kopieren von Grafiken, Füllen von Flächen und Zeichnen von Linien) und den sogenannten Copper (Koprozessor mit eingeschränktem Befehlssatz zur pixelgenauen Veränderung von Chip-Registern).

Anfang der 1990er Jahre wirkte sich jedoch diese Fixierung auf den Chipsatz von Seiten des Betriebssystems zunehmend negativ auf die Flexibilität der Architektur aus, da man lange Zeit keine Möglichkeiten hatte, leistungsfähigere Erweiterungskarten wie z. B. Grafik- oder Soundkarten systemkonform zu nutzen. Das führte in Kombination mit der stagnierenden Weiterentwicklung des Chipsatzes dazu, dass die Architektur in zunehmendem Maße veraltete und bis spätestens zur Mitte der 1990er Jahre bereits technisch überholt war.
Im Laufe der Zeit wurden drei verschiedene Versionen des Chipsatzes entwickelt: Amiga 1000, Amiga 500 und Amiga 2000 nutzen die erste Version von 1985, die später auch als Original Chip Set (OCS) bezeichnet wurde. Im HiRes-Modus können damit Auflösungen von 640 × 256 beziehungsweise 640 × 512 Bildpunkten im Zeilensprungverfahren (PAL) mit einer Palette von maximal 16 aus 4096 möglichen Farben dargestellt werden. Ungleich flexibler ist der LoRes-Modus mit einer Auflösung von 320 × 256 beziehungsweise 320 × 512 Bildpunkten im Zeilensprungverfahren (PAL), der nicht nur die Möglichkeit bietet, eine frei wählbare Palette von 32 Farben zu nutzen, sondern im sogenannten HAM6-Modus auch alle 4096 Farben gleichzeitig (bei gewissen Einschränkungen) darzustellen. Zusätzlich gibt es noch den EHB-Modus (Extra-Halfbright-Modus), der eine Palette von 64 Farben ermöglicht, wobei allerdings nur die ersten 32 frei wählbar sind und die restlichen aus diesen mit halber Helligkeit erzeugt werden. Dieser Modus war bei den ersten in den USA verkauften Amigas noch nicht vorhanden. Mittels Overscan können diese Auflösungen geringfügig angepasst werden, indem die oberen und seitlichen Bildschirmränder eliminiert werden, um die Fläche des Videomonitors bzw. Fernsehers besser auszunutzen. Mit dem Soundchip Paula ist es außerdem möglich, vierstimmigen 8-Bit-Ton abzuspielen (zwei Stimmen pro Stereokanal), wobei Samples mit jeweils frei wählbarer Samplingfrequenz von bis zu 28 Kilohertz (OCS) bzw. 56 Kilohertz (ECS, AGA) abgespielt werden können.
Das im Amiga 600, Amiga 500 Plus und Amiga 3000 verwendete Enhanced Chip Set (ECS) aus dem Jahr 1990 wurde marginal um einen SuperHiRes-Modus mit 1280 × 256 beziehungsweise 1280 × 512 Bildpunkten im Zeilensprungverfahren (PAL) bei maximal vier Farben sowie um freier programmierbare Zeilenfrequenzen, die auch höhere vertikale Auflösungen ohne Zeilensprung erlaubten, und die Möglichkeit, 2 MB Chip-RAM zu adressieren, ergänzt.
Die letzte verkaufte Variante, der in der Advanced Graphics Architecture (AGA) verwendete AGA-Chipsatz aus dem Jahr 1992, kam erstmals im Amiga 4000 und später im Amiga 1200 zum Einsatz. (In Deutschland musste er als AA-Chipsatz bezeichnet werden, weil es eine Namenskollision mit einer Grafikkarte aus der Anfangszeit der IBM-kompatiblen Commodore-PCs gab.) AGA erweitert die Farbtiefe von 12 Bit (4096 Farben) auf 24 Bit (16,8 Mio. Farben). Die Farbpaletten können mit AGA durchgehend 256 Einträge umfassen. Der HAM-Modus wurde ebenfalls erweitert, so dass mehrere hunderttausend Farben gleichzeitig dargestellt werden können. Auch bei AGA sind maximal 2 MB Chip-RAM möglich.
Der klassische Amiga unterscheidet beim Arbeitsspeicher (RAM) zwischen zwei verschiedenen Varianten: das sogenannte Chip-Memory oder Chip-RAM, auf das der Prozessor und die Custom-Chips zugreifen können, sowie das sogenannte Fast-Memory oder Fast-RAM, das allein dem Prozessor zur Verfügung steht und daher deutlich schneller arbeitet. Das Chip-Memory entspricht in etwa dem Shared Memory, das häufig für Onboard-Grafikkarten in heutigen PCs und Laptops verwendet wird. Im Gegensatz zu dieser Architektur ist beim Amiga jedoch kein festgelegter Teil des Chip-RAMs als Grafikspeicher deklariert, sondern der gesamte Bereich kann je nach momentanem Bedarf für Grafik oder generische Daten genutzt werden. Vorteil dieses Konzeptes beim Amiga ist vor allem, dass keine feste Trennung vorliegt, sondern der Prozessor direkt in den Speicher des Grafikchips schreiben kann.

#### Erweiterungsbus
Das Bussystem des Amiga für Erweiterungssteckkarten ist der sogenannte Zorro-Bus mit 24-Bit- (Zorro 2) bzw. 32-Bit-Adressraum (Zorro 3). Der A500 und der A1000 haben seitlich einen 86-poligen Anschluss mit Zorro-2-Bus, der A2000 hat intern mehrere 100-polige Zorro-2-Steckplätze (mechanisch ähnlich PC-Steckkarten). Der A3000 und der A4000 haben intern mehrere 100-polige Steckplätze mit Zorro-3-Bus. Die 32-Bit-Adressbreite bei Zorro 3 wird durch Multiplexen einiger Signalleitungen erreicht. Durch einen Adapter kann man Zorro-3-Karten an einem Amiga 500/1000 betreiben. Selbstverständlich laufen alle Zorro-2-Karten noch am Zorro-3-Bus, da am Bus selbstständig erkannt wird, ob es sich bei der Karte um eine Zorro-2- oder Zorro-3-Karte handelt. Mit einer PC-Emulator-Karte oder einer Bridge-Karte sind auch handelsübliche IBM-kompatible 16-Bit-ISA-Steckkarten nutzbar.
Der Amiga hat bereits ein Autokonfigurationssystem (ähnlich dem späteren Plug and Play), das es dem Betriebssystem ermöglicht, Adressen und Interrupts den Karten variabel zuzuweisen. Daher gibt es weit weniger Konfliktpotenzial als bei den ISA-Steckplätzen der IBM-kompatiblen Systeme.
Neben diesen Erweiterungssteckplätzen weisen viele Amiga-Modelle einen CPU-Steckplatz auf, in den eine neue Prozessorkarte eingesteckt werden kann, deren Prozessor den Prozessor auf der Hauptplatine ablöst. Dadurch konnten diese Amigas auf neuere, schnellere Prozessoren aktualisiert werden, ohne einen ganz neuen Rechner kaufen zu müssen.
Eine der gängigsten Erweiterungen für den internen Amiga-1200-Erweiterungsbus (einen abgespeckten Zorro-3-Bus) war die Blizzard-Turbokarte mit den Prozessoren 68030 bei 50 MHz, 68040 bei 25 MHz oder 68060 bei 50 MHz.

#### Grafikerweiterungen
Die größeren Amiga-Modelle A2000, A3000 und A4000 bieten außerdem einen Video-Steckplatz, in den eine Grafikerweiterungskarte gesteckt werden kann. Dementsprechend sind auf ihm die eigenen Amiga-Videosignale verfügbar, um von so einer Karte weiterverarbeitet zu werden.
Eine weitere damals herausragende Möglichkeit des klassischen Amiga ist die Genlock-Fähigkeit. Die Synchronisation auf das Videosignal einer externen Quelle ermöglicht (Chroma-)Keying, also das Ersetzen einer bestimmten Farbe im Videosignal des Computers durch das externe Signal, die Vertitelung oder aufwendige Blenden. Deshalb wurde der Amiga oft zum privaten oder halbprofessionellen Videoschnitt benutzt. Auch professionelle Blue-Box-Anwendungen waren verfügbar. Diverse Sendeanstalten benutzten den Amiga lange zur Einblendung ihrer Logos in das laufende Programm oder als Schriftgenerator zur Einblendung z. B. von Sportergebnissen und Zwischenständen.
Später wurden für den Amiga Grafikkarten (zunächst reine Flickerfixer) angeboten, die die beim Original vorhandenen Videofähigkeiten um eine flimmerfreie (sozusagen bürotaugliche) Darstellung ergänzen sollten. Zu dieser Zeit hatte allerdings der IBM-PC-kompatible Computer zusammen mit Windows schon seinen Siegeszug in die Büros der Welt angetreten.
Die wohl bekannteste Hardwareerweiterung für den Amiga ist neben einer 512 kB großen Speichererweiterung für den A500 der sogenannte Scandoubler (mit integriertem Flickerfixer). Die ersten Modelle des Amiga (1000, 500 und 2000) können ausschließlich Videosignale entsprechend dem PAL- oder NTSC-Standard erzeugen, die mit einer Zeilenfrequenz von 15,625 kHz arbeiten. Höhere vertikale Auflösungen als ca. 256 Pixel sind damit nur durch Verwendung eines Zeilensprungverfahrens möglich, was zu heftigem Flimmern der Darstellung führt. Um dennoch VGA-Monitore ansteuern zu können, wurde der Scandoubler/Flickerfixer entwickelt, der die Zeilenfrequenz der PAL-Modi verdoppelt, die beiden in den Interlace-Auflösungen ausgegebenen Halbbilder zu einem Einzelbild zusammenfügt und sie mit der für diese Monitore erforderlichen doppelten Zeilenfrequenz von 31 kHz ausgibt.
Amiga 500 Plus, 600 und 3000 konnten durch ihren erweiterten ECS-Chipsatz von sich aus mit unterschiedlichen Zeilenfrequenzen umgehen, müssen dabei allerdings mangels Speicherbandbreite Kompromisse eingehen, was die Auswahl der darstellbaren Farben angeht. Um den Amiga 3000 auch in Büroumgebungen einsetzen zu können, wurde hier ein Scandoubler/Flickerfixer bereits ab Werk eingebaut. Auch bei den neueren Modellen Amiga 1200 und 4000 war der Scandoubler/Flickerfixer eine beliebte Erweiterung. Aufgrund des nochmals erweiterten AGA-Chipsatzes waren diese Rechner zwar in der Lage, VGA-ähnliche Bildschirmmodi darzustellen, aber wegen des fehlenden Flickerfixers flimmerten die Interlace-Modi stark, was ein professionelles Arbeiten praktisch unmöglich machte, und zahlreiche Spiele, die direkt auf den AGA-Chipsatz zugriffen, zwangen den Amiga in einen 15,625-kHz-PAL-Modus.
Vorrangig in den USA benutzten Filmstudios und Fernsehsender den Amiga zusammen mit einer Video Toaster genannten Hardwareerweiterung für die tägliche Arbeit z. B. für die Einblendung von Logos. Der Video Toaster war jedoch nur für den NTSC-Betrieb ausgelegt und konnte wegen spezifischer Hardwarebesonderheiten nicht für den PAL-Betrieb entwickelt werden.
Bekannt ist die Fernsehserie Babylon 5, deren mit einem Emmy ausgezeichneten Spezialeffekte teilweise mit Amiga-Rechnern und dem Programm Lightwave 3D ebenso wie bei der Fernsehserie SeaQuest DSV erzeugt wurden.

#### Festplatten
Die Verwendung von Festplatten am Amiga war anfangs über externe Gehäuse und zusätzliche Festplatten-Controller möglich. Mit der Einführung des A3000 war auch ein Festplatten-Controller integriert. Die ersten Festplatten für den Amiga waren ST506-, später dann SCSI- und ATA-Festplatten.
Als Besonderheit gilt, dass das Kickstart für die Festplatteninformationen und den Verweis auf die Partitionstabelle einen Rigid Disk Block (RDB) in den ersten 16 Blöcken der Festplatte sucht und dieser damit mit anderen Partitionstabellen wie dem MBR koexistieren kann. Weiterhin kann die Festplatte mit Dateisystemtreibern versehen werden. Dies wird häufig genutzt um robustere Dateisysteme (z. B. PFS oder SFS) als die von Commodore mitgelieferten einzusetzen.
Bei schnellen Amigas können bei einigen internen ATA-Festplatten Probleme auftreten: Nach einem Reset fragt der Amiga die Hardware ab, noch bevor die Festplatte dem Rechner antworten kann, da sie noch nicht bereit ist. Daher wird die Festplatte vom System nicht erkannt. Mit einem Trick schaffen sich manche Benutzer Abhilfe: Die Resetleitung zur Festplatte wird durchtrennt. Sofern die anderen Pins dabei unversehrt bleiben, führt die Festplatte nach dem Einschalten selbsttätig einen Einschalt-Reset durch, nicht jedoch beim Reset beim Drücken beider Amiga-Tasten und der Ctrl-Taste. Führt man dann nach dem Einschalten des Amiga nach kurzer Wartezeit (eine Sekunde ist ausreichend) einen Tastatur-Reset durch, wird so die Festplatte erkannt. Je nach Festplatte ist das Durchtrennen überflüssig, da manche Festplatten nur nach dem Einschalten längere Zeit für das Einrichten ihrer Schnittstelle benötigen, nach einem Reset-Signal des Rechners jedoch schneller bereit sind.

### Software
Technisch war der Amiga vielen Computern seiner Zeit voraus. Neben den herausragenden technischen Eigenschaften (z. B. Plug and Play in Form des Auto-Config-Mechanismus), unterstützte das Betriebssystem bereits präemptives Multitasking im priorisierten Round-Robin-Verfahren.

#### Betriebssystem AmigaOS

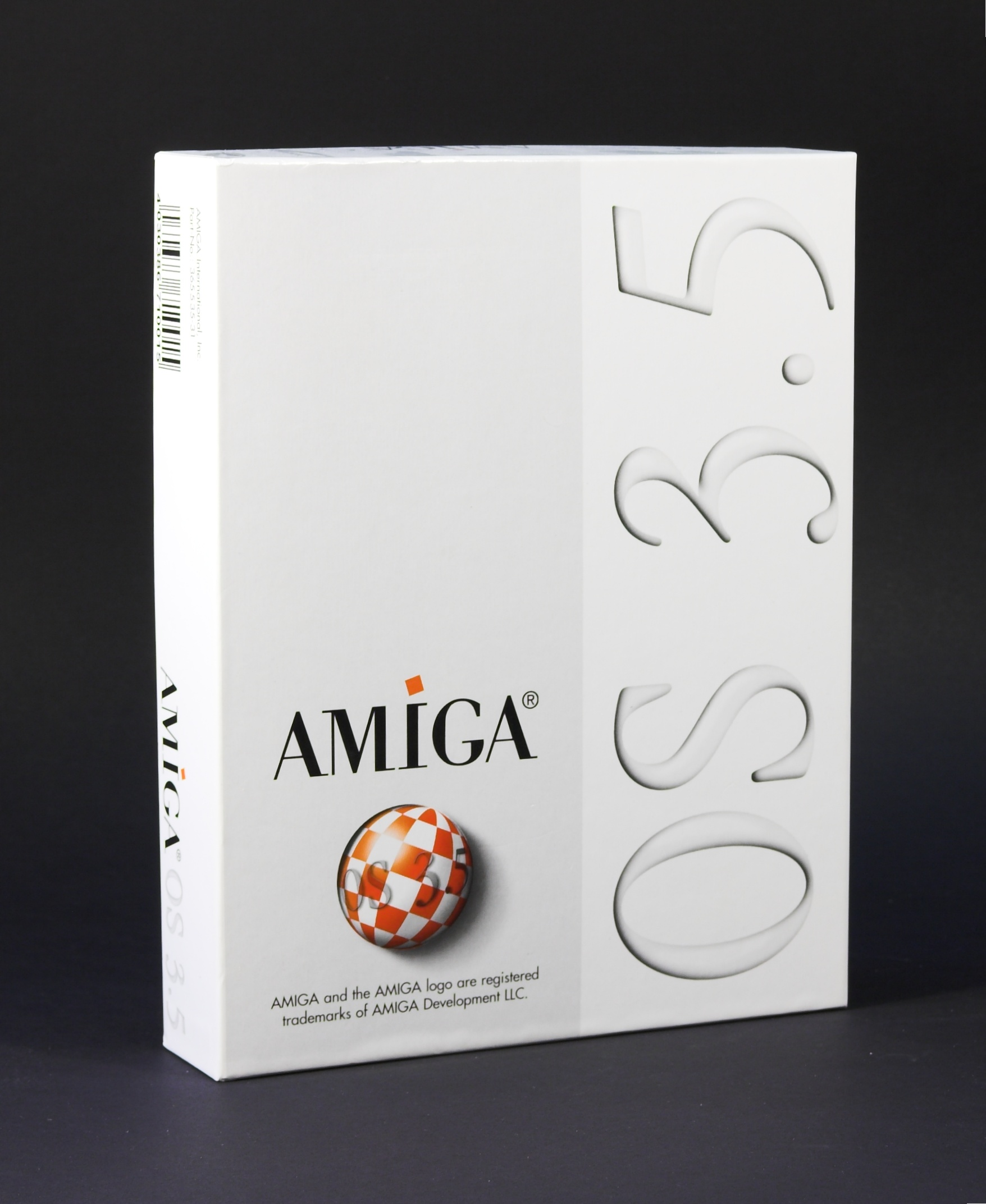
AmigaOS 3.5

Das Betriebssystem des Amiga, das AmigaOS, ist modular aufgebaut und in einigen Aspekten Unix-ähnlich. AmigaOS hat dynamisch nachladbare Geräte-Treiber (Suffix: .device) sowie Shared Libraries (Suffix: .library) und unterstützt bereits viele Konzepte moderner Betriebssysteme (Streams, Pipelining, Signals, Message-Queues usw.). Der Kommandozeileninterpreter (CLI, Command Line Interface) wurde später, nach diversen Erweiterungen, in die bei Unix übliche Bezeichnung Shell umbenannt. Von Anfang an war AmigaOS ein 32-Bit-taugliches Betriebssystem, obwohl die anfängliche Hardware eher ein 16/32-Bit-System war.
Das gesamte Betriebssystem des Amiga passte zunächst auf zwei Disketten, die Kickstart- und die Workbench-Diskette. Als der Kickstart soweit stabilisiert war, dass er in ein ROM verlegt werden konnte, reichte eine einzige Diskette von 880 Kilobyte Kapazität. AmigaOS bietet eine farbige grafische Oberfläche mit Multitasking und relativ kurzen Reaktionszeiten z. B. auf Benutzereingaben. Bedingt durch die CPU-Architektur, gibt es keinen Speicherschutz, d. h. die Prozesse sind nicht untereinander abgeschottet, und jedes Programm kann bei einem schweren Fehler das gesamte System zum Absturz bringen. Auf der anderen Seite ermöglicht das einfache Speichermodell eine schnelle Interprozesskommunikation durch einfache Übergabe von Zeigern, ohne Daten zu kopieren. Die Geschwindigkeit des Betriebssystems wurde über die Jahre durch diverse Verbesserungen noch gesteigert.
Das AmigaOS bietet seit 1986 eine dynamische RAM-Disk, die als RAM: wie ein gewöhnliches Laufwerk ansprechbar ist. Durch die RAM-Disk können Dateioperationen enorm beschleunigt werden, da die langsamen Zugriffe auf Disketten oder Festplatten entfallen. Das AmigaOS benutzt die RAM-Disk standardmäßig für das temporäre Verzeichnis, für Umgebungsvariablen und als Zwischenablage, ansonsten kann sie frei verwendet werden. Ab Kickstart 1.3 gibt es die Möglichkeit, eine resetfeste RAM-Disk RAD: einzubinden, die nicht dynamisch ist, also eine feste Größe hat, bootfähig ist und nach einem Neustart mit allen vorher gespeicherten Daten zur Verfügung steht. Genügend Arbeitsspeicher vorausgesetzt, kann RAD: z. B. exakt die Größe einer Diskette haben.
Der Amiga kann verschiedene Dateisysteme verwenden. Ursprünglich wurde das Amiga File System genutzt (später OFS mit O von engl. old oder original). Mit der Version 1.3 des Betriebssystems wurde eine verbesserte Version namens Fast File System (FFS) ausgeliefert. Beide gelten als sehr robust. Da das Betriebssystem modular aufgebaut ist, ist es leicht, Unterstützung für weitere Dateisysteme hinzuzufügen; neben einem Treiber für das von MS-DOS verwendete FAT-System wurden von anderen weitere Dateisysteme insbesondere für die Verwendung mit Festplatten entwickelt. Bei Disketten wurde nicht nur das Einlegen und Entfernen automatisch erkannt, sondern auch das genutzte Dateisystem. Disketten sowie jedes andere Laufwerk können über den Namen des Datenträgers angesprochen werden. Ein weiterer Vorteil des Multitasking-Betriebes war, dass man bis zu vier Disketten gleichzeitig formatieren konnte.
Als Festplatten noch sehr teuer waren und eher die Ausnahme bildeten, wurden Daten hauptsächlich auf 3,5-Zoll-DD-Disketten mit einer Speicherkapazität von 880 Kilobyte gespeichert. Mit dem FFS können auch HD-Disketten mit der doppelten Kapazität beschrieben werden. Allerdings sind beim Original-Controller dazu spezielle Laufwerke erforderlich, die HD-Disketten mit halber Drehzahl antreiben, da er nicht die normalerweise mit HD-Disketten verbundene doppelte Datenrate unterstützt.
Mit der Bibliothek translator.library und dem Treiber narrator.device wurde die Möglichkeit integriert, von höheren Programmiersprachen aus Sprachausgabe zu verwirklichen. Der Amiga war einer der ersten Rechner, die serienmäßig mit Software zur Sprachsynthese ausgeliefert wurden. Das wurde möglich, weil die Audioausgabe des Amiga auf Pulse Code Modulation (PCM) basiert und somit (abgesehen von der Ausgabequalität), wie heutige PCs, jeden beliebigen Klang ausgeben kann – die meisten anderen Rechner der damaligen Zeit boten, wenn überhaupt, nur Synthesizer-Chips, die auf bestimmte Klänge beschränkt waren.
Wegweisend war später der konsequente Einsatz sogenannter DataTypes, das sind Codecs, die eine einheitliche Schnittstelle zum Laden und Speichern aller gängigen Dateiformate anbieten. Bei Entwicklung eines neuen Dateiformates braucht der entsprechende Datatype nur dem Betriebssystem bekanntgemacht zu werden. Sämtliche Programme, die die Datatypes-Schnittstelle unterstützen, können dann dieses Dateiformat lesen bzw. schreiben.

#### Grafische Benutzeroberfläche
Die Grafische Benutzeroberfläche (GUI) des AmigaOS zeichnete sich durch eine für damalige Verhältnisse sehr intuitive Bedienung aus.
Insbesondere die aus der Public-Domain-Szene stammende GUI-Erweiterung Magic User Interface (MUI) war beliebt; mit ihr standen auf dem objektorientierten BOOPSI-System basierende Gadgets (entspricht: Widget) zur Verfügung. Das machte alle Elemente der Oberfläche inkl. der Beschriftungen z. B. beliebig in der Größe skalierbar, also an jede Grafikkartenauflösung automatisch anpassend.
Als grundlegender Text-Zeichensatz wurde der 8-Bit-Zeichensatz ISO 8859-1 gewählt, wodurch der internationale Einsatz ermöglicht wurde und eine zumindest teilweise Kompatibilität zu Windows hergestellt wurde. Durch ladbare andere Zeichensätze (englisch fonts) konnten weitere Schriften unterstützt werden.

#### Software

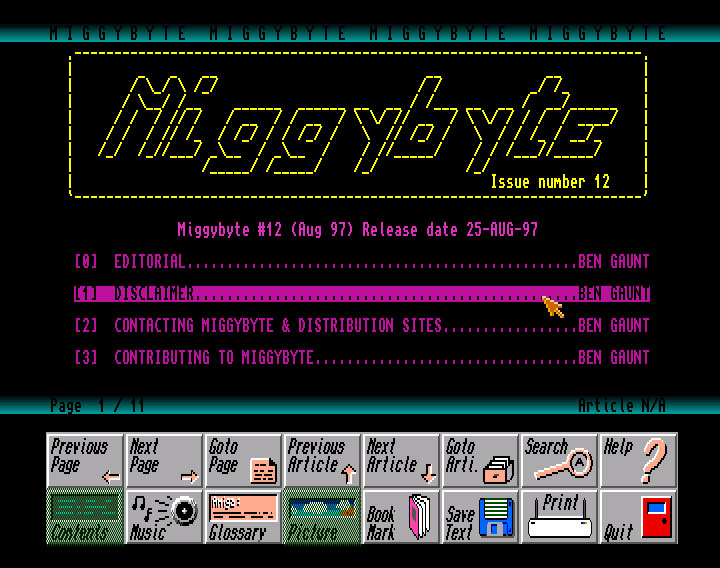
Screenshot eines Freeware-Magazins 1997

Gerade in der Anfangsphase des Amiga wurden viele Programme über Tauschbörsen oder Amiga-Magazine vertrieben. Besonders ein Mann, Fred Fish, hat sich große Verdienste durch seine regelmäßig erscheinenden AmigaLibDisks erworben, allgemein als Fish-Disks bekannt.
Nennenswerte Software für den Amiga ist unter anderem:
Beim nicht in Deutschland erschienenen AmigaOS 1.0 wurde noch der BASIC-Interpreter ABASIC von MetaComCo mitgeliefert. Mit AmigaOS 1.1 bis 1.3 wurde AmigaBASIC ausgeliefert, das einzige Programm, das Microsoft jemals für den Amiga entwickelte. Unter späteren Systemversionen versagte es teilweise den Dienst.
Als systeminterne Skriptsprache wird REXX verwendet (seit AmigaOS 2.0 Teil des Amiga-Betriebssystems). Die ARexx genannte Amiga-Version dieser Skriptsprache bietet unter anderem die Möglichkeit, Programme extern über ARexx-Scripts zu steuern. Beispielsweise kann man damit den Ablauf bestimmter Funktionen eines Programms über ein Skript angeben und somit dem Programm neue Funktionen zuordnen, wie beim Eagleplayer geschehen.
Sehr früh wurden auf dem Amiga Vernetzung (LAN) und Internet (TCP/IP-Stacks) eingeführt. Der erste Webbrowser für den Amiga war AMosaic, ein Port des bekannten Webbrowsers Mosaic. AMosaic wurde später in IBrowse umbenannt. Als zweiter Browser kam Voyager auf den Markt, von Amiga Technologies auch zusammen mit dem Amiga 1200 im sogenannten Surfer Bundle als Mindwalker verkauft. Als dritter Browser trat schließlich AWeb auf.
Der Amiga wurde, außer zum Spielen (was beim Amiga 500/1200 eher der Fall war), hauptsächlich zum Bearbeiten von Videos benutzt. Hier stellte das Schnittprogramm MovieShop lange Zeit einen Quasi-Standard dar, entsprechende Kurse wurden z. B. an der Münchener Akademie der Bildenden Künste angeboten. Weitere wichtige Anwendungen waren 3D-Animation (s. u.), Musik (Tracker wie The Ultimate Soundtracker, FutureComposer u. ä. genießen heute noch Kultstatus). In den letzten Jahren kamen auch noch Anwendungen wie das Authoring hinzu. Bekannteste Vertreter: AmigaVision, eine Autorensoftware für die Erstellung von interaktiven CDs, zur Wiedergabe von Laserdiscs und für Karaoke-Anwendungen und Scala, dessen leistungsfähigste Version, Info Channel, auch heute noch in Kabelfernsehanlagen eingesetzt wird.
Die heute noch (auf Windows und MacOS) erfolgreichen 3D-Grafiksoftware Maxon Cinema 4D und LightWave 3D sowie das Audio-Programm Samplitude (und viele andere) hatten ihren Ursprung auf dem Amiga.
Vor allem bei den genannten Grafikanwendungen stellte es sich als Vorteil heraus, dass Amiga frühzeitig in einer Kooperation mit dem Unternehmen Electronic Arts einen übergreifenden Standard für Dokumentdateien definiert hatte, das Interchange File Format, kurz IFF. Mit ihm konnten nicht nur Grafikdaten, sondern auch Audio-, Text- oder komplexe Multimediadaten in einer logischen und sinnvoll gleich strukturierten Weise gespeichert werden. Die Vorteile des Formats waren so offensichtlich, dass kaum ein Softwarehersteller Sonderwege einschlug und es nicht benutzte. Als einige Jahre nach Erscheinen des Amiga die Grafikanimation immer bedeutender wurde, wurde der Standard organisch auf entsprechende Inhalte erweitert. Spätere Versionen des AmigaOS enthielten auch Unterstützung zur Verarbeitung dieses Formats, so dass Programmierer auf einer soliden Basis aufsetzen konnten.

#### Spiele

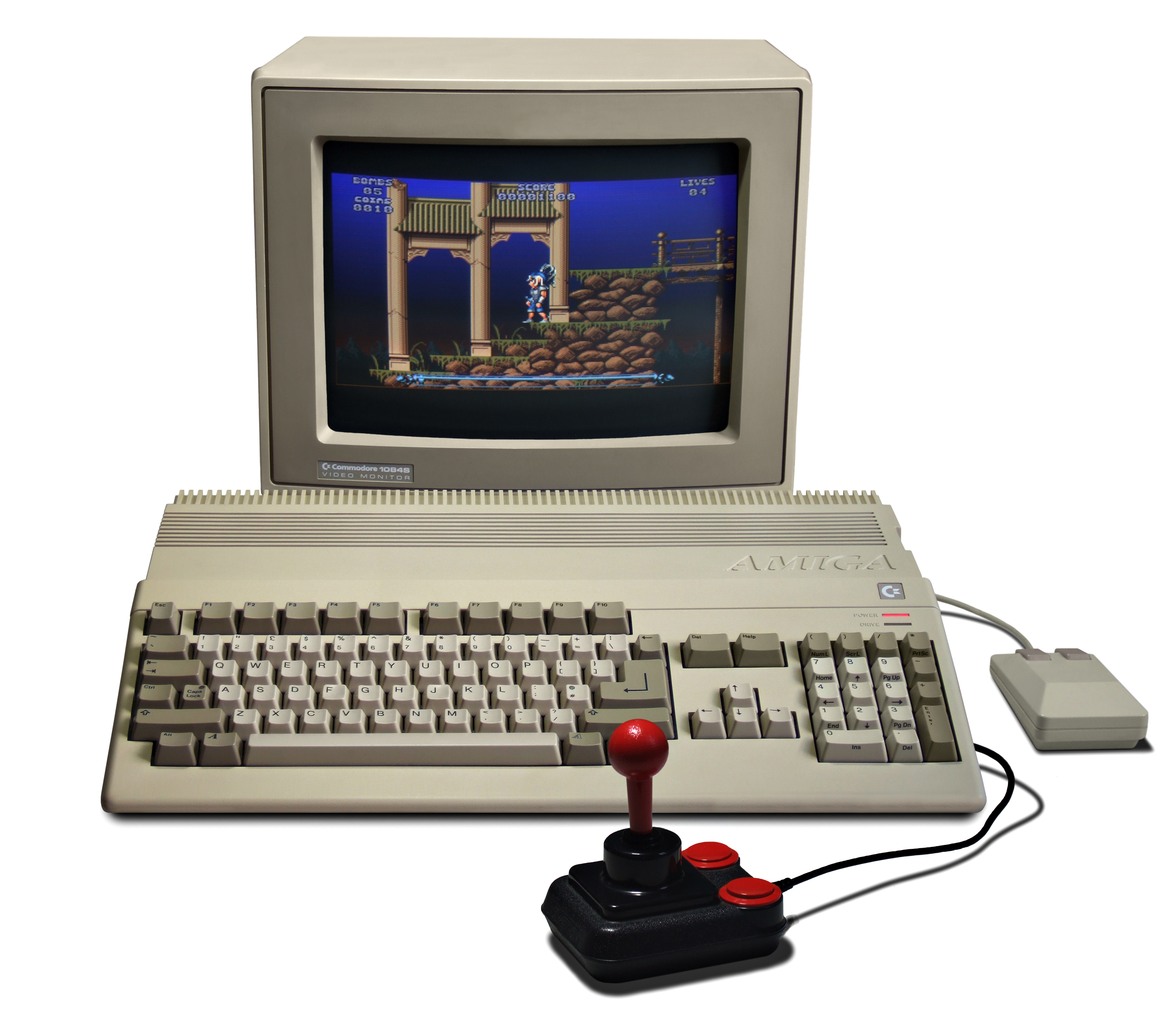
Bildmontage eines Amiga 500 u. a. mit Joystick Competition Pro. Auf dem Bildschirm ist das Spiel Leander zu sehen.

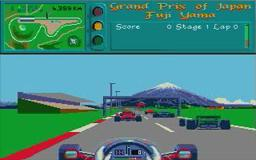
Rennsimulation Vroom des Publishers Lankhor (1991)

Für die Amiga-Plattform erschienen im Laufe der Jahre über 3000 kommerzielle Spiele sowie Hunderte von Public-Domain-Spielen. Vor allem die populärste aller Amiga-Varianten, der Amiga 500, galt als der Spielecomputer schlechthin.
Als erstes Spiel wird oft Mindwalker bezeichnet, da es den ersten Amiga 1000 beilag. Allerdings erschienen zeitgleich auch u. a. Textadventures des Unternehmens Infocom für den Amiga. 1986 wurde mit Defender of the Crown ein Spiel mit herausragender Grafik veröffentlicht, das zum ersten Mal von den Fähigkeiten des Systems Gebrauch machte. 1987 erschienen Umsetzungen der beliebten Adventurespiele King’s Quest, Police Quest und Space Quest des Unternehmens Sierra On-Line, die so erfolgreich waren, dass sie jeweils viele Fortsetzungen nach sich zogen. The Great Giana Sisters vom deutschen Spieleentwickler Rainbow Arts stand 1988 wegen eines Rechtsstreits aufgrund seiner Ähnlichkeit zu Super Mario Bros. von Nintendo nicht länger als eine Woche in den Regalen der Geschäfte und dürfte damit das am kürzesten auf dem Amiga-Markt erhältliche Spiel gewesen sein. Im selben Jahr erschienen der Maßstäbe setzende Flugsimulator Falcon und David Brabens Kultklassiker vom BBC, Elite. Shadow of the Beast legte 1989 die Messlatte durch ruckelfrei in mehreren Ebenen bewegte Grafik (sogenanntes Parallax-Scrolling) nochmals höher, konnte spielerisch jedoch nicht überzeugen. Dafür sorgten die Konvertierung des Kultadventures Maniac Mansion von Lucasfilm Games und das Fußballspiel Kick Off sowohl für Spielspaß als auch hohe Verkaufszahlen. Die Anzahl der zuerst für den Amiga entwickelten Spiele nahm in den folgenden Jahren jedoch immer weiter ab, vor allem aufwendige Produktionen erschienen in den 1990er Jahren fast immer zuerst für MS-DOS oder Microsoft Windows und wurden allenfalls danach auf den Amiga konvertiert.
Für ein innovatives Spielkonzept stand 1990 insbesondere Lemmings, für Lobeshymnen sorgten zudem das Rennspiel Lotus Esprit Turbo Challenge und Speedball 2. Bahnbrechend waren 1991 die Konvertierung des IBM-PC Adventures The Secret of Monkey Island und das Actionspiel Turrican II; zudem brachte das deutsche Softwarehaus Software 2000 mit dem Bundesliga Manager Professional ein Spiel heraus, das sich über 100.000 Mal verkaufte. Das Fußballspiel Sensible Soccer, das Grafikadventure Monkey Island 2: LeChuck’s Revenge sowie die beiden sehr erfolgreichen Flippersimulationen Pinball Dreams und Pinball Fantasies, die alle 1992 erschienen, gelten noch heute als herausragende Beispiele an Spielwitz und zogen mehrere Fortsetzungen – auch für andere Plattformen – nach sich. Zudem erschien im selben Jahr die zuvor für technisch nicht möglich gehaltene Umsetzung des PC-Hits Wing Commander, die jedoch auf dem verbreiteten Amiga 500 wegen des starken Ruckelns nicht spielbar war. Ab 1993 erschienen vermehrt grafisch verbesserte Versionen für die ein Jahr zuvor neu hinzugekommenen Amiga-Modelle A1200 und A4000 mit AGA-Chipsatz. In diesem Jahr sorgten das innovative Aufbauspiel Die Siedler, die Actionspiele Desert Strike: Return to the Gulf und The Chaos Engine sowie das Hit-Adventure Indiana Jones and the Fate of Atlantis für Höchstwertungen der Fachpresse und verkauften sich entsprechend. Letzteres war – auch aufgrund der Schwarzkopier-Problematik – das letzte Spiel von LucasArts für den Amiga. Im Jahr 1994 erschienen mit Sensible World of Soccer, Theme Park und SimCity 2000 die letzten großen Spielehits. Biing! erschien 1995 wegen der damals noch recht geringen Verbreitung von CD-Laufwerken auch auf 19 Disketten (in der AGA-Version) – das Installationsprogramm zum Spiel enthielt selbst ein kleines Spiel, um die Wartezeit erträglich zu machen. Im selben Jahr erschienen mit Alien Breed 3D und Gloom zwei Spiele, die vom Erfolg des PC-Ego-Shooters Doom profitieren wollten, sowie das erfolgreiche Rennspiel Super Skidmarks und das Actionspiel Virocop von Entwickler-Legende Andrew Braybrook. Ab 1996 hatten sich die meisten bekannten Softwarehäuser vom Amiga abgewendet und entwickelten ausschließlich für PC und Konsolen. Selbst qualitativ hochwertige und von der Fachpresse gelobte Spiele wie der Knobel-Plattformer The Humans III, das Beat ’em Up Fightin’ Spirit, die Wirtschaftssimulation Mag!!!, das Fußballspiel Sensible World of Soccer 96/97 und die Flippersimulation Slamtilt konnten nur noch in geringen Stückzahlen verkauft werden, insbesondere wegen des anhaltenden Siegeszuges von Sonys PlayStation. Bis Ende der 1990er Jahre erschienen zwar noch vereinzelt kommerzielle Spiele kleinerer Entwickler, allerdings nur noch für AGA-Amigas, insbesondere z. B. vom Publisher Vulcan Software und des kanadischen Unternehmens clickBOOM. Letztere portierte unter anderem die bekannten PC-Spiele Quake und Myst für AGA-Amiga-Rechner (1200 und 4000) bzw. Amiga-Rechner mit einer Grafikkarte.
Eine Aufzählung weiterer populärer Spiele-Titel findet sich in der Kategorie:Amiga-Spiel.

## Besonderheiten des Amiga
Der Commodore Amiga war vor allem mit den ersten Modellen 1000, 2000 und 500 seiner Zeit in puncto Grafik, Sound und Multitasking voraus.
Mit Markteinführung des Amiga 500 erhielt der Amiga den Ruf eines für Spiele geeigneten Computers. Er war sehr beliebt unter Jugendlichen, die viel mit dem Amiga spielten, aber seltener für die Software bezahlten. Der unzulässige Austausch von Kopien, z. B. auf Schulhöfen, erlebte eine Hochkonjunktur. Die vergleichsweise einfache Erstellung von Kopien führte zu einer abnehmenden Zahl an Spieleveröffentlichungen. Ab Mitte der 1990er lohnte sich selbst das Konvertieren eines Konsolenspiels auf den Amiga wegen zu geringer Verkaufszahlen nur noch in Einzelfällen. Der für professionelle Anwendungen gedachte Amiga 2000 änderte daran wenig. Auch das eher schwache Marketing von Commodore half dagegen nicht.
Der Amiga war im Bereich der kombinierten Grafik wirklich schnell. Bei den klassischen Aufgaben der Bürowelt zählt die Rechengeschwindigkeit mehr als grafische Fähigkeiten. Hier konnte der Amiga gut mithalten (z. B. gegenüber dem Intel 80286). Standardsoftware war für den Amiga nicht oder erst später verfügbar. Selbst im Bereich Grafik hatte es z. B. der Bereich Konstruktion schwer, denn die für diesen Zweck nötigen hohen Bildauflösungen konnten zunächst nur per Zeilensprungverfahren dargestellt werden.

### Nicht bürotaugliche Bildschirmdarstellung
Im Gegensatz zu relevanten Konkurrenten seiner Zeit – Apple Macintosh oder Atari ST – verfügte der Amiga nicht über eine bürotaugliche Bildschirmdarstellung für z. B. Textverarbeitungen, Tabellenkalkulationen oder CAD-Programme. Die Amiga-Modelle mit dem sogenannten OCS (Original Chip Set) – die Basismodelle 1000, 500 und 2000 – erreichten nur Bildwiederholfrequenzen bis 50 Hz, da sie speziell für die Benutzung mit nach der PAL-Norm arbeitenden Standardmonitoren konzipiert waren. Die maximale Auflösung von 640×512 Pixel wäre zu dieser Zeit ausreichend gewesen, die Zeilenzahl von 512 war jedoch nur eine theoretische Angabe. Sie erforderte den Bildaufbau mittels abwechselnder Halbbilder (Zeilensprungverfahren oder Interlace), es wurden also – wie beim Fernsehen – abwechselnd die geraden und die ungeraden Zeilen dargestellt, um auf die nötige Frequenz von 50 Hz zu kommen. Das Interlacing machte sich vor allem bei kontrastreichen horizontalen Linien, wie sie auf Programmoberflächen häufig vorkommen, negativ bemerkbar, weshalb lange Bildschirmarbeit äußerst anstrengend und ermüdend war. Deshalb waren die Oberflächen professioneller Werkzeuge entsprechend angepasst, d. h. auf kontrastreiche Bildpartien und Bedienelemente wurde weitestgehend verzichtet.
Bei den amerikanischen Modellen sind die Zahlen leicht abweichend (NTSC-Norm). Die maximale Auflösung lag bei 640×400 bzw. 200 Pixeln, die maximale Bildwiederholfrequenz bei 60 Hz.
Wegen der Zeilenfrequenz von nur 15,6 kHz war das Anschließen von VGA-Standardmonitoren nicht ohne Zusatzgeräte möglich. Das konnte mit einem Scandoubler (der bei den meisten erhältlichen Geräten mit einem Flickerfixer kombiniert war) erreicht werden, der die Zeilenfrequenz verdoppelte. Alternativ konnten Multisync- bzw. Multiscan-Monitore verwendet werden.
Commodore war sich der Mängel beim Büroeinsatz bewusst und entwickelte deshalb einen speziellen sogenannten Hedley-Monitor (A2024), der mittels Digitizer, internem Framebuffer und einem speziellen Monitortreiber ein hochauflösendes Graustufen-Bild aus vier (bzw. sechs) Video-Einzelbildern des Amiga aufbaute. Wegen des vergleichsweise hohen Preises und der eingeschränkten Verwendbarkeit (keine Farbe) fand dieser Monitor keine weite Verbreitung.
Das änderte sich erst mit der Markteinführung der Modelle A3000 bzw. A4000.

### Probleme des A1200
Die Abwärtskompatibilität des A1200 zum A500 wird über ein Bootmenü hergestellt, das startet, wenn beide Maustasten beim Booten des Rechners gleichzeitig gedrückt werden. Vollständige Kompatibilität ist dabei jedoch nicht gegeben und einige der alten Amiga-500-Programme liefen daher darauf nicht, da sie AmigaOS 1.3 benötigten oder zum AGA-Grafikchipsatz inkompatibel waren. Findige Hacker stellten die Kompatibilität inkompatibler A500-Spiele zum A1200 mitunter durch Patches her, die sogenannten AGA-Fixes.

## Wirtschaftliche Probleme
Letzten Endes lag der Hauptgrund am Scheitern des Amiga wohl an Fehlern des Commodore-Managements. So wurden die hohen Gewinne, die Commodore mit dem Amiga eine Zeit lang machte, nicht in erfolgversprechende Neuentwicklungen reinvestiert. Daraus entstanden dann am Markt vorbeizielende Entwicklungen wie der Amiga 500+ und der Amiga 600, die sich beide technisch nicht genug von den Vorgängermodellen abhoben, um den Erfolg des Amiga 500 fortsetzen zu können. Beim CDTV war zwar die Entwicklung innovativ, die technische Ausführung dafür nicht leistungsfähig genug. Zudem kam es zu spät, um den schon etablierten Konsolen Marktanteile abzunehmen. Diese Fehleinschätzungen der Verantwortlichen kosteten viel Kapital und Marktanteile. Die Einführung der technisch besseren Modelle A1200 und A4000 erfolgte zu einem Zeitpunkt, an dem sich viele Kunden schon vom Amiga abgewandt hatten. Verlorene Marktanteile und die hohen Entwicklungskosten für neue Geräte führten schließlich zu einer Krise.
Ein großes Problem für den Amiga war vermutlich die zunehmende Verbreitung des IBM-kompatiblen PC in Privathaushalten. Neben den Rechen- entwickelten sich auch die Grafik- und Soundfähigkeiten von DOS-PCs deutlich schneller als die der Amiga-Familie. Spätestens mit VGA-Grafik und Sound-Blaster-Sound kamen IBM-kompatible PCs dem Amiga auch bei den Spieleigenschaften sehr nahe, boten aber zusätzlich noch geeignete Auflösungen und Bildwiederholraten für Textverarbeitung und Office-Anwendungen. Wurden Strategiespiele und Simulationen in der Blütezeit des Amiga oft zuerst für diesen herausgebracht, so erschienen diese in den 1990ern zunehmend als erstes für den DOS-PC.

## Weiterentwicklung ab 1994

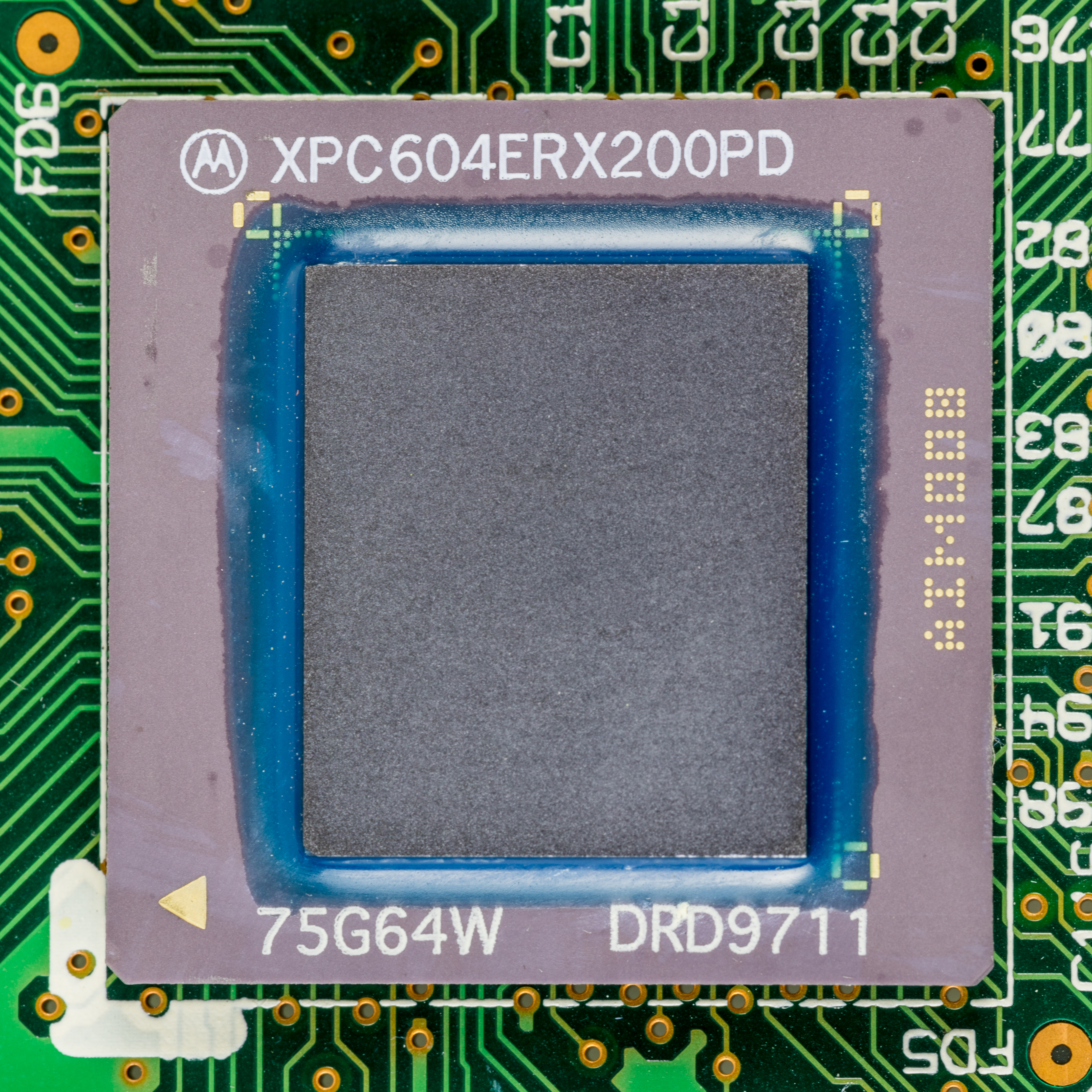
PowerPC 604e, 200 MHz

Obwohl das Mutterunternehmen Commodore bereits 1994 liquidiert wurde, wurde die Entwicklung des Amiga nie ganz beendet.
Durch die auf Commodore folgende Rechteinhaberin, die deutsche ESCOM AG, eine PC-Handelskette aus Heppenheim, wurde das neue Unternehmen Amiga Technologies als GmbH in Bensheim gegründet, das die Modelle Amiga 1200 und Amiga 4000T neu auflegte und vertrieb. Das geplante Nachfolgemodell Walker (inoffiziell auch als Amiga 1300 bezeichnet), das bereits auf der Cebit 1996 vorgestellt wurde, erschien jedoch nicht mehr; ESCOM ging in Konkurs. Auch das geplante Advanced Amiga Architecture Chip Set (AAA oder Triple-A Chip Set) wurde nicht mehr umgesetzt.
Ein Übernahmeversuch von VisCorp – unter der Leitung des heutigen Genesi-CEO Bill Buck – scheiterte nach langwierigen Bemühungen.
1997 übernahm der PC-Direktversender Gateway 2000 die Amiga-Rechte und vertrieb die vorhandene Hardware über dessen neu gegründete Tochtergesellschaft Amiga International in Deutschland weiter. Bis zu seiner Vorstellung auf der World of Amiga ’99 in London entstand unter Führung des Amiga-International-Präsidenten Jim Collas das Modell eines neuen Amiga-Rechners, des Amiga MCC (Amiga Multimedia Convergence Computer). Geplant war ein Rechner mit ATX-Motherboard, der mit einer Transmeta-CPU ausgestattet werden und durch Standard-Hardware erweiterbar sein sollte. Das AmigaOS sollte durch ein vom Unternehmen QNX entwickeltes AmigaOE (Amiga Operating Environment) ersetzt werden, bevor im Juli 1999 entschieden wurde, stattdessen Linux einzusetzen. QNX stellte daraufhin die hinter dem neu entwickelten Betriebssystem steckende Technologie für Amiga-Entwickler zur Verfügung. Das Gehäuse des Amiga MCC wurde von der US-amerikanischen Designagentur Pentagram entworfen, die unter anderem auch für Apple, die Coca-Cola Company und Disney gearbeitet hatte. Unvermittelt wurden Ende September 1999 die Offenen Briefe an die Amiga Community, die Collas regelmäßig auf der Amiga-Website veröffentlicht hatte, entfernt. Fast gleichzeitig verschwanden die E-Mail-Adressen der amerikanischen Mitarbeiter von der Website, und alle Diskussionsforen wurden geschlossen. Kurz darauf erklärte Amiga International, dass Collas aus persönlichen Gründen von seinem Amt als Präsident des Unternehmens zurückgetreten sei.
Im Jahr 2000 wurde Amiga, mit Ausnahme der Rechte an den Ideen zum Amiga MCC und den Amiga Objects sowie der Patente, an ein Unternehmen ehemaliger Gateway-Mitarbeiter namens Amino Development verkauft, das dann in Amiga Inc. (in USA) umfirmiert hat.
Von ehemaligen Entwicklungsingenieuren und Managern der Amiga Technologies wurde auch das Unternehmen PIOS Computer AG gegründet, das später zur Metabox AG umfirmiert wurde. Zunächst wurde bei PIOS-Metabox die Idee von PowerPC-basierten Rechnern bzw. Powermac-Clones auf CHRP-Basis verfolgt. Diese Idee scheiterte an der geänderten Lizenzpolitik von Apple, so dass später lediglich noch Turbokarten für Mac-Rechner gefertigt wurden. Inspiriert von phase5, die ab 1996 ebenfalls PPC-Turbokarten für Powermacs und Amiga-Rechner entwickelten, startete Metabox mit der AmiJoe (basierend auf der joeCard) eigene Anstrengungen. Später wurde der Einstieg in den Set-Top-Box-Markt versucht, der in einem Fiasko für Metabox und deren Entwickler endete. Teilweise floss die begonnene Software-Entwicklung jedoch in MorphOS ein – der Open-Source-AmigaOS-Clone AROS stellt hier eines der Bindeglieder dar.
Die PowerPC-Anstrengungen von phase5 endeten zwar mit dem Konkurs des Unternehmens – die Karten wurden danach aber noch eine Zeit lang von DCE gefertigt und verkauft. Die bereits verkauften Cyberstorm- und Blizzard-Prozessorkarten können mit den verschiedensten Betriebssystemen betrieben werden. Neben OS3.9, das diese Hybride unterstützt, gab es das Powerup System, das von Phase5 für genau diese Karten entwickelt wurde (eine Art System-Plug-in ins vorhandene AmigaOS 3.x). Das konnte sich – trotz der besseren Speicherverwaltung – nicht gegen das aufkommende WarpOS von Haage&Partner durchsetzen. Angepasst wurden u. a. auch AmigaOS4, NetBSD, Linux, Morphos.
Das Unternehmen Amiga, Inc. konzentrierte sich zunächst auf die Entwicklung des AmigaDE (Digital Environment) auf Basis von TAO/Intent sowie dem zugehörigen SDK für Windows- und Unix/Linux-Rechner. Danach folgte AmigaAnywhere unter anderem für Pocket-PC-basierte PDA-Systeme. Um dem ungebrochenen Interesse einer Weiterführung der jetzt Classic Amiga getauften Produktlinie nachzukommen, suchte sich Amiga, Inc. Partner für eine Neubelebung der Amiga-Plattform: Eyetech und Hyperion Entertainment.
Im Jahr 2003 erschien schließlich die Hardware eines offiziellen Nachfolgers – des AmigaOne von Eyetech –, die statt der veralteten 680x0-CPUs von Motorola moderne PowerPC-CPUs enthält. Anfangs stand für diesen Computer nur Linux/PPC zur Verfügung – die erste öffentliche Version des von Hyperion Entertainment entwickelten neuen AmigaOS 4.0 wurde erst später, im Juni 2004, als Developer Pre-Release an die bisherigen Käufer ausgeliefert. Als inoffizielle Konkurrenz zum AmigaOne hat sich der – ebenfalls CHRP-basierte – Pegasos-Rechner von Genesi etabliert, der allerdings eher in der Tradition von phase5 und VisCorp zu sehen ist.
Mitte 2003 wurden die Rechte am Amiga-Betriebssystem durch das Unternehmen KMOS gekauft, im Juli 2004 wurde auch Amiga, Inc. von KMOS übernommen.
Am 24. Dezember 2006 stellte das Unternehmen Hyperion nach fünf Jahren Entwicklung AmigaOS 4.0 fertig. Diese Betriebssystemversion läuft nativ auf PowerPC-Systemen.
Im Mai 2007 kündigte Amiga Inc. zwei neue Rechner an. Das Einstiegsmodell sollte 489 US$ kosten, der große Rechner 1.498 $. Der Verkauf sollte ab Winter 2007 erfolgen. Dies geschah allerdings nicht.

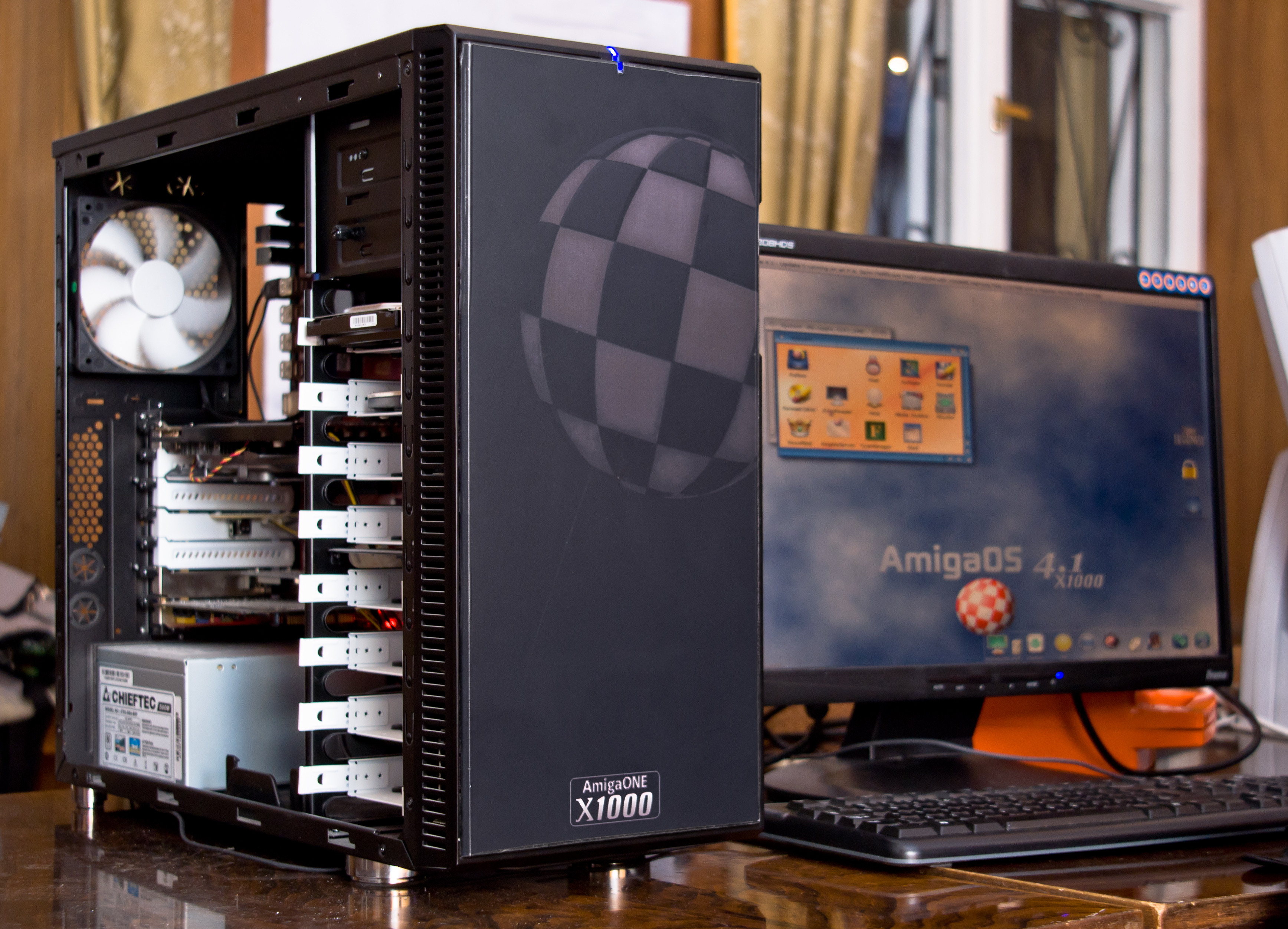
AmigaOne X1000 mit AmigaOS 4.1

Im August 2008 veröffentlichte Hyperion Entertainment AmigaOS 4.1, wobei es sich um die erste Version von AmigaOS handelt, die eine reine PPC-Hardware voraussetzt und dadurch nicht mehr auf klassischen Amigas mit PowerUP-Erweiterung läuft. Die Version 4.1 war damit vorerst nur mit AmigaOne-Hardware zu gebrauchen, obwohl dieser zum Zeitpunkt der Veröffentlichung nicht mehr erhältlich war.
Wenige Monate später gaben die Unternehmen Acube Systems und Hyperion bekannt, dass AmigaOS 4.1 auf Rechnern mit einer aktualisierten Version des SAM440-Motherboards von Acube lauffähig ist. Da die Rechte der Marke Amiga bei dem Unternehmen Amiga, Inc. liegen und die Unterstützung der SAM440-Hardware von AmigaOS 4.1 nur durch die erfolgreiche Zusammenarbeit zwischen Hyperion und ACUBE entstanden war, gibt es Zweifel darüber, ob diese Lösung rechtens ist. Amiga, Inc. gab mehrfach bekannt, neue Amiga-Hardware von anderen Herstellern produzieren zu lassen, ohne diese Ankündigung umzusetzen, so dass Hyperion als Hersteller des Betriebssystems selbstständig nach einem Anbieter von geeigneter Hardware für sein Betriebssystem suchte. Inzwischen (Dezember 2009) hat Hyperion eine Klage gegen Amiga, Inc. gewonnen und hat damit die vollen Nutzungsrechte am AmigaOS 3.1, sowie den eigenentwickelten Versionen 4.0 und Folgesystemen, sowie an der Nutzung der Namen Amiga und AmigaOS, sowie des Boingball-Logos. Im Januar 2010 gab Hyperion bekannt, über das neu gegründete Tochterunternehmen A.Eon einen neuen Computer namens AmigaOne X1000 zu bauen. Dieser neue Rechner verfügt über einen programmierbaren XCore-Chip XMOS XS1-L1 128 SDS namens Xena als Coprozessor, außerdem einen Prozessor aus der Familie des PowerPC. Anfang 2012 wurden erste Exemplare des AmigaOne X1000 ausgeliefert. 2017 erschien mit dem AmigaOne X5000 ein weiteres Modell von A.Eon auf dem Markt. Acube hingegen stellte im September 2011 mit dem AmigaOne 500 ebenfalls ein Komplettsystem auf Basis des SAM460ex-Mainboards und AmigaOS 4.1 vor.

## Der Amiga heute

### Amiga-Modelle von Fremdherstellern

#### Amiga Klassik kompatibel

##### DraCo
Der DraCo, spätere Varianten wurden auch DraCo Vision bezeichnet, war ein Computersystem zur nicht-linearen Videobearbeitung, das von der MacroSystem Computer GmbH ab 1994 hergestellt wurde. Es basierte auf der Commodore-Amiga-Plattform. MacroSystem verkaufte und unterstützte DraCo bis zum Jahr 2000.

##### Casablanca
Als Casablanca Classic wurde der DraCo weiterproduziert und stellte ein Redesign des DraCo dar.

#### PPC-CPU von Fremdherstellern
Die ausgelieferten Amiga-Modelle wurden oben in der Historie behandelt. Eine vollständige Liste mit Links zu den ausführlichen Einzelartikeln findet sich in der Commodore-Produktübersicht. Hier seien noch Modelle mit oder Nachfolgern aufgeführt:
- AmigaOne: ursprünglich von Eyetech, sollte den offiziellen Nachfolger der legendären Amiga-Computerserie darstellen.
- Sam440ep: Im September 2008 wurde AmigaOS 4.1 für die PPC-Mainboards der Baureihe SAM440 des Unternehmens ACUBE Systems vorgestellt, die damit die Nachfolge des AmigaOne antreten. Diese Baureihe wurde im Oktober 2010 durch SAM460-Mainboards erweitert.
- Pegasos: Das Unternehmen Genesi hat die Pegasos-Hardwareplattform auf den Markt gebracht, für die das Betriebssystem MorphOS geliefert wird.
- Efika: Auch das Efika-Embedded-Board von Genesi läuft mit MorphOS.

#### Alternative FPGA-Amigas

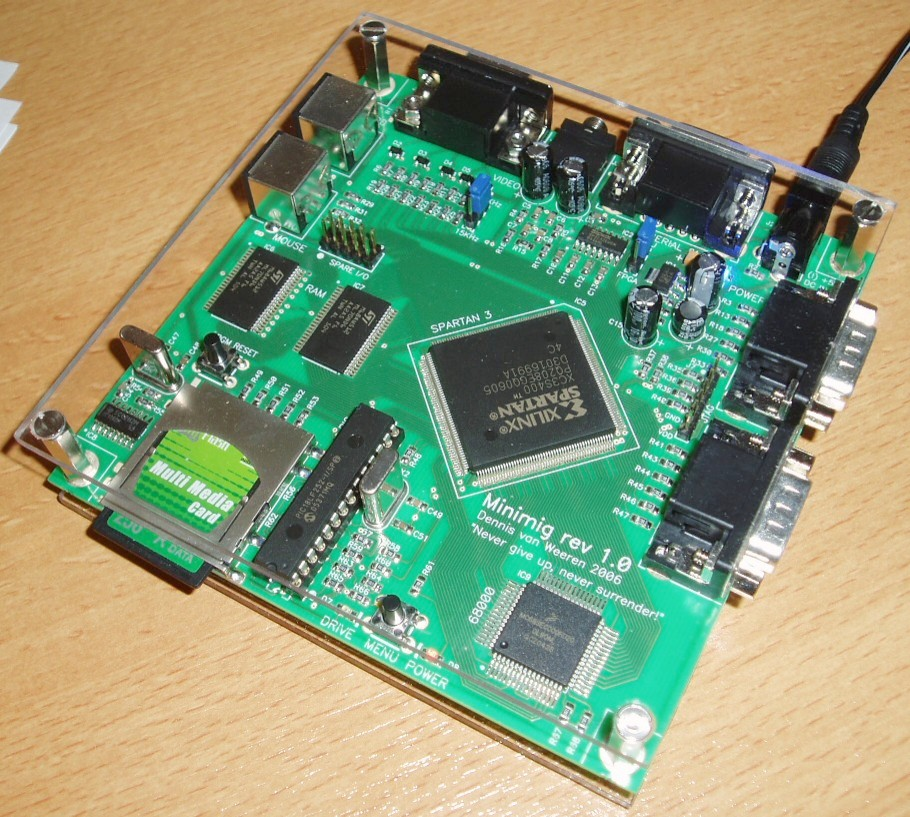
Minimig-Platine in der Revision 1.0

Auf der Basis von frei reprogrammierbaren FPGAs gibt es auch immer wieder Versuche von Hobbyprogrammierern, Amiga-Rechner weitestgehend in Hardware nachzubilden. Ein Ableger dieser Versuche ist z. B. der Minimig von Dennis van Weeren, der heute für ca. 150 € angeboten wird. Dabei handelt es sich um einen mit 7,09 MHz (via OSD umschaltbar auf 49,63 MHz) getakteten MC68SEC000 mit 2 MB oder optional 4 MB S-RAM, wobei alle Zusatzchips des Amiga 500 in einem 400 Kgate Spartan-3 (XC3S400)-FPGA nachgebildet wurden. Als Laufwerk dient ein MMC-/SD-Flash-Kartenleser. Zusätzlich verfügt der Minimig über einen nachprogrammierten Scandoubler (Amber-Chip aus dem Amiga 3000) und ist somit wahlweise tauglich für VGA 31 kHz und PAL 15 kHz. Die meisten TFT-Bildschirme können das 31-kHz-Signal sauber anzeigen.
In Verbindung mit einem zusätzlichen ARM-Miniboard unterstützt der Minimig mittlerweile auch bis zu vier virtuelle Laufwerke, die optional mit mehrfacher Geschwindigkeit betrieben werden können, einen Turbo-Modus mit 4 kB CPU Cache und beschleunigtem Blitter sowie maximal 2 MB Chip- und 1,5 MB Slow-RAM. Die Kompatibilität wurde bei jeder neuen Version (frei verfügbar) verbessert, es wird auch aktuell (Stand 2013) weiterentw-kelt.
Die aktuelle Minimig-Firmware bietet dazu eine Unterstützung von Hard Drive Files (HDF) und der ECS-Agnus + Denise.
Mit Hilfe von FPGAs wurden auch schon der C64 im C-One oder das MSX im One Chip MSX neu aufgelegt. Der aktuelle C-One bildet zudem seit 2008 mit dem FPGA extender die Basis für einen leistungsfähigeren Minimig, der für die Amiga-Nachbildung keinen ARM-Chip mehr benötigt und dafür mit einem 68k-Soft-Core, dem TG68 von Tobias Gubener in einem größeren Cyclone-3-FPGA auskommt, der auch höhere Leistungen erzielt als der Original-68000.
Ein auf Minimig basierendes Projekt ist der FPGA Arcade bzw. MikeJ’s Replay FPGA Board, mit dem auch versucht wird, zusätzlich zum Minimig Core den Original-AGA-Chipsatz des Amiga 1200 kompatibel nachzubilden, auch dafür wird ein TG68 Softcore eingesetzt, der trotz noch fehlender Befehle des originalen 68020 die fast doppelte MIPS-Leistung des A1200 erbringt. Auch auf dem MIST FPGA (für aMIga und atari ST) Board sind Minimig und Minimig AGA lauffähig. Im aktuellen MIST 1.3 Plus werden auch die Midi-Anschlüsse des Atari ST unterstützt. Der MIST ist in zahlreichen Onlineshops erhältlich und gegenwärtig die Referenz unter den Amiga-FPGA-Computern. Die Cores werden auf GitHub entwickelt.
Ein Nachfolgeprojekt der MISTer setzt hingegen mit einem ca. vier Mal stärkeren FPGA einem Intel (ex-Altera) Cyclone V mit 110K LEs (MIST: Cyclone III mit 25K LEs) dort an, wo dem MIST die Leistung ausging, so z. B. bei der Nachbildung des Atari Falcon, X68000 und auch Super Nintendo etc. Der Standard hierfür ist ein normales FPGA-Entwicklerbord, ein Terasic DE10-nano.
Mit FPGAs bietet sich heute ein großes Spielfeld, viele Originalfunktionen nachzubilden und die Abwärtskompatibilität beizubehalten, für Zusatzfunktionen und Geschwindigkeitssteigerungen z. B. auch der von Apollo entwickelte 68080 Core und Super AGA (SAGA-Chipsatz) für Amiga-Turbokarten. Eine Standalone-Version der Apollo Turbokarte wurde im Oktober 2018 vorgestellt. Diese besitzt gegenwärtig die Leistungskrone noch vor dem MIST/MISTer, da hier der FPGA auch einen neuartigen 68080-Code bereithält, vereinfacht gesehen ein damaliger 68040/60-Highend-Amiga mit zusätzlichen MMX-Optimierungen, mit dem nebst AGA und CD32 auch Ports von früheren PC-Spielen wie z. B. Doom oder Quake aus dem Aminet erstmals auf dem Amiga flüssig laufen. Der bekannte Benchmark SysInfo weist für die Vampire-Karte ca. die 4,04 bis 6,61-fache Leistung eines Amiga 4000 mit 25 MHz aus.
Hier besteht auch eine gewisse Konkurrenz zum MISTer mit der Frage nach der Soft- oder Hardware-Emulation. Während Apollo mit der Vampire-Karte mehr auf die Weiterentwicklung seines 68080-Codes sowie CoffinOS und der Emulatoren dafür setzt, z. B. PC-Task, GnNEO für Neo Geo, ScummVM RTG für DOS-Spiele usw., benutzt der MISTer hingegen mehr die Möglichkeit, den FPGA nur zwischen den verschiedenen Original-Hardwareconfigurationen umzuschalten. Für die reine Retro-Emulation kann der MISTer hier Vorteile ausspielen, das Umfeld eines modernen OS mit Browser Netsurf und WHDLoad usw. bringt er als offene reine FPGA-Plattform jedoch nicht mit.
Da es passieren kann, dass die originalen Diskettenlaufwerke kaputtgehen, haben Bastler Umbauanleitungen für diverse PC-Laufwerke erstellt.

## Alternative Betriebssysteme
Neben dem standardmäßigen AmigaOS existiert auch eine Anzahl von alternativen Betriebssystemen für den Amiga:
- AROS (zu AmigaOS 3.1 Quellcode-kompatibles Open-Source-Betriebssystem u. a. für x86-Hardware)
- AMIX (siehe Amiga 2500/UX)
- Coffin (zu AmigaOS 3.9 kompatibles Betriebssystem für Apollo-Vampire-Turbokarten mit dem 68080 FPGA-Core)[32]
- Linux68k (für ältere Amigas mit Motorola-680x0-Prozessor)
- Linux/PPC (für modernere Amigas mit PowerPC-Prozessor)
- MorphOS (ist per 68k-Emulation binär-kompatibel zu Software, die für AmigaOS 3.1 geschrieben wurde)
- NetBSD/Amiga (für Amigas mit Motorola-68020-60-Prozessor)
- NetBSD/AmigaPPC (für Amigas, die mit einer PowerPC-CPU-Erweiterungsplatine ausgestattet sind)
- DragonFly BSD ist ein Abkömmling von FreeBSD, der von einem ehemaligen Guru der Amiga-Community, Matthew Dillon, entwickelt wird. Das Dateisystem Hammer wurde laut Dillon ursprünglich vom Smart File System des AmigaOS inspiriert.

Anmerkung zu MorphOS und zu dem dahinter stehenden Konflikt:
Die Unternehmen Genesi und bplan haben die Pegasos-Mainboards auf den Markt gebracht, für die das Betriebssystem MorphOS geliefert wird. MorphOS ist ein Amiga-ähnliches PowerPC-Betriebssystem auf Microkernel-Basis. Es stellt neben MorphOS-spezifischen neuen Funktionen den größten Teil der AmigaOS3-API bereit und ist dadurch weitgehend Sourcecode-kompatibel und – soweit es die neue Hardware zulässt – binär-kompatibel zu AmigaOS 3 und AmigaOS-3-Anwendungen (zu AmigaOS-4-PPC-Anwendungen besteht eine eingeschränkte Binärkompatibilität über die alten AmigaOS-PPC-Kernel-Erweiterungen wie PowerUP und die os4emu-API-Emulation). MorphOS war ursprünglich als Nachfolger von AmigaOS 3 geplant, da eine offizielle Weiterentwicklung eine Zeit lang nicht sicher schien. Die Verhandlungen mit Amiga, Inc. über die Verwendung von MorphOS als neues PPC-AmigaOS scheiterten jedoch, und Amiga, Inc. entschied sich, AmigaOS 3 von Hyperion Entertainment auf die PowerPC-Plattform portieren zu lassen.

## Emulation
Die Classic-Amiga-Reihe wird so korrekt wie möglich durch Emulatoren nachgebildet. Als Beispiel kann WinUAE genannt werden, von dem Variationen auch für andere Betriebssysteme existieren.
Es existierte ein Amiga auf Basis einer Emulation auf einem ARM-System, genannt Armiga. Er verfügte, je nach Modell, über ein eingebautes 3,5-Zoll-Diskettenlaufwerk und konnte einen Amiga 500 sowie einen Amiga 1200 nachbilden. Die enthaltenen 1.3-Kickstart-ROMs sind offiziell lizenziert.

## Rundfunkberichte und Präsentationen
- Die Amiga-Story, ZDFinfo (Archivlink von archive.org), gekürzte deutschsprachige Fassung des Originals From Bedrooms to Billions: The Amiga Years!, (2016)
- The ultimate Amiga 500 Talk, 28. Dezember 2015
- Commodore Amiga Premiere, Oper Frankfurt (1986) präsentiert von Frank Elstner, Einleitung Winfried Hoffmann, 1986